# Зілахі тема
Те́ма Зі́лахі — тема в шаховій композиції кооперативного жанру. Суть теми — чергування функцій білих фігур, які є то жертовні, то матуючі: в першій фазі чорні забирають білу фігуру «А», мат оголошує біла фігура «В», а в другій фазі чорні забирають фігуру «В», мат оголошує фігура «А».

## Історія
В 1956 році шаховий журнал «Problem», який видавався в Югославії, оголосив тематичний конкурс з більш ускладненим задумом, ніж в ідеї Фокса. Формулювання ідеї була така: — «Кооперативний мат у 2 ходи з ілюзорною грою. В ілюзорній грі чорні б'ють одну білу фігуру, а друга біла фігура матує чорного короля. В рішенні чорні б'ють білу фігуру, яка матувала в ілюзорній грі, а матує біла фігура, яка була побита в ілюзорній грі.» Це було перше формулювання ідеї у формі блоку. Ця ідея зацікавила проблемістів і журнал «Problem» неодноразово проводив конкурси задач на даний задум. Ім'я цій ідеї Золтан Зілахі не давав, суть ідеї була сформульована іншими проблемістами, він лише іноді публікував задачі із взяттям білих фігур. Золтан Зілахі (24.02.1904 — 10.05.1971) був суддею першого тематичного конкурсу журналу «Problem», і в колах шахових композиторів того часу утвердилась назва ідеї — тема Зілахі, хоч і виявилось що до проведення першого конкурсу в «Problem» ряд проблемістів уже мали опубліковані задачі з таким задумом, тому є ряд публікацій статей в шаховій періодиці про доцільність цю ідею називати темою Зілахі.

В одному із періодичних видань другої половини ХХ століття був опис ідеї на чергування функцій білих фігур у двох фазах — в першій фазі жертовна фігура, а в другій фазі матуюча і навпаки, та фігура, що була матуюча в першій фазі, в другій стає жертовною. До цього опису ідеї з назвою — тема Зілахі приводилася задача:
|   | a | b | c | d | e | f | g | h |   |
| 8 | f8 чорний слон · g8 чорний король · h8 чорна тура · e7 чорний пішак · f7 чорний кінь · h7 білий кінь · f6 білий пішак · h5 білий пішак · g4 білий король | f8 чорний слон · g8 чорний король · h8 чорна тура · e7 чорний пішак · f7 чорний кінь · h7 білий кінь · f6 білий пішак · h5 білий пішак · g4 білий король | f8 чорний слон · g8 чорний король · h8 чорна тура · e7 чорний пішак · f7 чорний кінь · h7 білий кінь · f6 білий пішак · h5 білий пішак · g4 білий король | f8 чорний слон · g8 чорний король · h8 чорна тура · e7 чорний пішак · f7 чорний кінь · h7 білий кінь · f6 білий пішак · h5 білий пішак · g4 білий король | f8 чорний слон · g8 чорний король · h8 чорна тура · e7 чорний пішак · f7 чорний кінь · h7 білий кінь · f6 білий пішак · h5 білий пішак · g4 білий король | f8 чорний слон · g8 чорний король · h8 чорна тура · e7 чорний пішак · f7 чорний кінь · h7 білий кінь · f6 білий пішак · h5 білий пішак · g4 білий король | f8 чорний слон · g8 чорний король · h8 чорна тура · e7 чорний пішак · f7 чорний кінь · h7 білий кінь · f6 білий пішак · h5 білий пішак · g4 білий король | f8 чорний слон · g8 чорний король · h8 чорна тура · e7 чорний пішак · f7 чорний кінь · h7 білий кінь · f6 білий пішак · h5 білий пішак · g4 білий король | 8 |
| 7 | f8 чорний слон · g8 чорний король · h8 чорна тура · e7 чорний пішак · f7 чорний кінь · h7 білий кінь · f6 білий пішак · h5 білий пішак · g4 білий король | f8 чорний слон · g8 чорний король · h8 чорна тура · e7 чорний пішак · f7 чорний кінь · h7 білий кінь · f6 білий пішак · h5 білий пішак · g4 білий король | f8 чорний слон · g8 чорний король · h8 чорна тура · e7 чорний пішак · f7 чорний кінь · h7 білий кінь · f6 білий пішак · h5 білий пішак · g4 білий король | f8 чорний слон · g8 чорний король · h8 чорна тура · e7 чорний пішак · f7 чорний кінь · h7 білий кінь · f6 білий пішак · h5 білий пішак · g4 білий король | f8 чорний слон · g8 чорний король · h8 чорна тура · e7 чорний пішак · f7 чорний кінь · h7 білий кінь · f6 білий пішак · h5 білий пішак · g4 білий король | f8 чорний слон · g8 чорний король · h8 чорна тура · e7 чорний пішак · f7 чорний кінь · h7 білий кінь · f6 білий пішак · h5 білий пішак · g4 білий король | f8 чорний слон · g8 чорний король · h8 чорна тура · e7 чорний пішак · f7 чорний кінь · h7 білий кінь · f6 білий пішак · h5 білий пішак · g4 білий король | f8 чорний слон · g8 чорний король · h8 чорна тура · e7 чорний пішак · f7 чорний кінь · h7 білий кінь · f6 білий пішак · h5 білий пішак · g4 білий король | 7 |
| 6 | f8 чорний слон · g8 чорний король · h8 чорна тура · e7 чорний пішак · f7 чорний кінь · h7 білий кінь · f6 білий пішак · h5 білий пішак · g4 білий король | f8 чорний слон · g8 чорний король · h8 чорна тура · e7 чорний пішак · f7 чорний кінь · h7 білий кінь · f6 білий пішак · h5 білий пішак · g4 білий король | f8 чорний слон · g8 чорний король · h8 чорна тура · e7 чорний пішак · f7 чорний кінь · h7 білий кінь · f6 білий пішак · h5 білий пішак · g4 білий король | f8 чорний слон · g8 чорний король · h8 чорна тура · e7 чорний пішак · f7 чорний кінь · h7 білий кінь · f6 білий пішак · h5 білий пішак · g4 білий король | f8 чорний слон · g8 чорний король · h8 чорна тура · e7 чорний пішак · f7 чорний кінь · h7 білий кінь · f6 білий пішак · h5 білий пішак · g4 білий король | f8 чорний слон · g8 чорний король · h8 чорна тура · e7 чорний пішак · f7 чорний кінь · h7 білий кінь · f6 білий пішак · h5 білий пішак · g4 білий король | f8 чорний слон · g8 чорний король · h8 чорна тура · e7 чорний пішак · f7 чорний кінь · h7 білий кінь · f6 білий пішак · h5 білий пішак · g4 білий король | f8 чорний слон · g8 чорний король · h8 чорна тура · e7 чорний пішак · f7 чорний кінь · h7 білий кінь · f6 білий пішак · h5 білий пішак · g4 білий король | 6 |
| 5 | f8 чорний слон · g8 чорний король · h8 чорна тура · e7 чорний пішак · f7 чорний кінь · h7 білий кінь · f6 білий пішак · h5 білий пішак · g4 білий король | f8 чорний слон · g8 чорний король · h8 чорна тура · e7 чорний пішак · f7 чорний кінь · h7 білий кінь · f6 білий пішак · h5 білий пішак · g4 білий король | f8 чорний слон · g8 чорний король · h8 чорна тура · e7 чорний пішак · f7 чорний кінь · h7 білий кінь · f6 білий пішак · h5 білий пішак · g4 білий король | f8 чорний слон · g8 чорний король · h8 чорна тура · e7 чорний пішак · f7 чорний кінь · h7 білий кінь · f6 білий пішак · h5 білий пішак · g4 білий король | f8 чорний слон · g8 чорний король · h8 чорна тура · e7 чорний пішак · f7 чорний кінь · h7 білий кінь · f6 білий пішак · h5 білий пішак · g4 білий король | f8 чорний слон · g8 чорний король · h8 чорна тура · e7 чорний пішак · f7 чорний кінь · h7 білий кінь · f6 білий пішак · h5 білий пішак · g4 білий король | f8 чорний слон · g8 чорний король · h8 чорна тура · e7 чорний пішак · f7 чорний кінь · h7 білий кінь · f6 білий пішак · h5 білий пішак · g4 білий король | f8 чорний слон · g8 чорний король · h8 чорна тура · e7 чорний пішак · f7 чорний кінь · h7 білий кінь · f6 білий пішак · h5 білий пішак · g4 білий король | 5 |
| 4 | f8 чорний слон · g8 чорний король · h8 чорна тура · e7 чорний пішак · f7 чорний кінь · h7 білий кінь · f6 білий пішак · h5 білий пішак · g4 білий король | f8 чорний слон · g8 чорний король · h8 чорна тура · e7 чорний пішак · f7 чорний кінь · h7 білий кінь · f6 білий пішак · h5 білий пішак · g4 білий король | f8 чорний слон · g8 чорний король · h8 чорна тура · e7 чорний пішак · f7 чорний кінь · h7 білий кінь · f6 білий пішак · h5 білий пішак · g4 білий король | f8 чорний слон · g8 чорний король · h8 чорна тура · e7 чорний пішак · f7 чорний кінь · h7 білий кінь · f6 білий пішак · h5 білий пішак · g4 білий король | f8 чорний слон · g8 чорний король · h8 чорна тура · e7 чорний пішак · f7 чорний кінь · h7 білий кінь · f6 білий пішак · h5 білий пішак · g4 білий король | f8 чорний слон · g8 чорний король · h8 чорна тура · e7 чорний пішак · f7 чорний кінь · h7 білий кінь · f6 білий пішак · h5 білий пішак · g4 білий король | f8 чорний слон · g8 чорний король · h8 чорна тура · e7 чорний пішак · f7 чорний кінь · h7 білий кінь · f6 білий пішак · h5 білий пішак · g4 білий король | f8 чорний слон · g8 чорний король · h8 чорна тура · e7 чорний пішак · f7 чорний кінь · h7 білий кінь · f6 білий пішак · h5 білий пішак · g4 білий король | 4 |
| 3 | f8 чорний слон · g8 чорний король · h8 чорна тура · e7 чорний пішак · f7 чорний кінь · h7 білий кінь · f6 білий пішак · h5 білий пішак · g4 білий король | f8 чорний слон · g8 чорний король · h8 чорна тура · e7 чорний пішак · f7 чорний кінь · h7 білий кінь · f6 білий пішак · h5 білий пішак · g4 білий король | f8 чорний слон · g8 чорний король · h8 чорна тура · e7 чорний пішак · f7 чорний кінь · h7 білий кінь · f6 білий пішак · h5 білий пішак · g4 білий король | f8 чорний слон · g8 чорний король · h8 чорна тура · e7 чорний пішак · f7 чорний кінь · h7 білий кінь · f6 білий пішак · h5 білий пішак · g4 білий король | f8 чорний слон · g8 чорний король · h8 чорна тура · e7 чорний пішак · f7 чорний кінь · h7 білий кінь · f6 білий пішак · h5 білий пішак · g4 білий король | f8 чорний слон · g8 чорний король · h8 чорна тура · e7 чорний пішак · f7 чорний кінь · h7 білий кінь · f6 білий пішак · h5 білий пішак · g4 білий король | f8 чорний слон · g8 чорний король · h8 чорна тура · e7 чорний пішак · f7 чорний кінь · h7 білий кінь · f6 білий пішак · h5 білий пішак · g4 білий король | f8 чорний слон · g8 чорний король · h8 чорна тура · e7 чорний пішак · f7 чорний кінь · h7 білий кінь · f6 білий пішак · h5 білий пішак · g4 білий король | 3 |
| 2 | f8 чорний слон · g8 чорний король · h8 чорна тура · e7 чорний пішак · f7 чорний кінь · h7 білий кінь · f6 білий пішак · h5 білий пішак · g4 білий король | f8 чорний слон · g8 чорний король · h8 чорна тура · e7 чорний пішак · f7 чорний кінь · h7 білий кінь · f6 білий пішак · h5 білий пішак · g4 білий король | f8 чорний слон · g8 чорний король · h8 чорна тура · e7 чорний пішак · f7 чорний кінь · h7 білий кінь · f6 білий пішак · h5 білий пішак · g4 білий король | f8 чорний слон · g8 чорний король · h8 чорна тура · e7 чорний пішак · f7 чорний кінь · h7 білий кінь · f6 білий пішак · h5 білий пішак · g4 білий король | f8 чорний слон · g8 чорний король · h8 чорна тура · e7 чорний пішак · f7 чорний кінь · h7 білий кінь · f6 білий пішак · h5 білий пішак · g4 білий король | f8 чорний слон · g8 чорний король · h8 чорна тура · e7 чорний пішак · f7 чорний кінь · h7 білий кінь · f6 білий пішак · h5 білий пішак · g4 білий король | f8 чорний слон · g8 чорний король · h8 чорна тура · e7 чорний пішак · f7 чорний кінь · h7 білий кінь · f6 білий пішак · h5 білий пішак · g4 білий король | f8 чорний слон · g8 чорний король · h8 чорна тура · e7 чорний пішак · f7 чорний кінь · h7 білий кінь · f6 білий пішак · h5 білий пішак · g4 білий король | 2 |
| 1 | f8 чорний слон · g8 чорний король · h8 чорна тура · e7 чорний пішак · f7 чорний кінь · h7 білий кінь · f6 білий пішак · h5 білий пішак · g4 білий король | f8 чорний слон · g8 чорний король · h8 чорна тура · e7 чорний пішак · f7 чорний кінь · h7 білий кінь · f6 білий пішак · h5 білий пішак · g4 білий король | f8 чорний слон · g8 чорний король · h8 чорна тура · e7 чорний пішак · f7 чорний кінь · h7 білий кінь · f6 білий пішак · h5 білий пішак · g4 білий король | f8 чорний слон · g8 чорний король · h8 чорна тура · e7 чорний пішак · f7 чорний кінь · h7 білий кінь · f6 білий пішак · h5 білий пішак · g4 білий король | f8 чорний слон · g8 чорний король · h8 чорна тура · e7 чорний пішак · f7 чорний кінь · h7 білий кінь · f6 білий пішак · h5 білий пішак · g4 білий король | f8 чорний слон · g8 чорний король · h8 чорна тура · e7 чорний пішак · f7 чорний кінь · h7 білий кінь · f6 білий пішак · h5 білий пішак · g4 білий король | f8 чорний слон · g8 чорний король · h8 чорна тура · e7 чорний пішак · f7 чорний кінь · h7 білий кінь · f6 білий пішак · h5 білий пішак · g4 білий король | f8 чорний слон · g8 чорний король · h8 чорна тура · e7 чорний пішак · f7 чорний кінь · h7 білий кінь · f6 білий пішак · h5 білий пішак · g4 білий король | 1 |
|   | a | b | c | d | e | f | g | h |   |

1. ...     h6  2. ef6 S:f6#
1. T:h7 fe7 2. Kh8 efD#
На перший погляд перша фаза ідеї пройшла в ілюзорній грі, а друга в дійсній грі. Але в рішенні оголошує мат чорному королю перетворений у ферзя пішак, а це вже інша фігура. Тепер після публікації шахового композитора Олексія Івуніна в українському шаховому журналі «Проблеміст України» № 2(48) 2016 року статті «Зілахі — не-Зілахі», а також з огляду на те, що цю ж ідею «перетвореного Зілахі» виразили й інші шахові композитори, причому набагато раніше Золтана Зілахі, ідеї, де матує перетворена з білого пішака фігура, дано назву — тема псевдо-Зілахі.

## Публікації задач до Зілахі
Існує ряд ранніх публікацій задач на ідею, яка має власне назву — тема Зілахі. В той час були в моді задачі-блоки,  в яких перша фаза задачі була ілюзорна гра , а друга фаза — рішення.
|   | a | b | c | d | e | f | g | h |   |
| 8 | f7 біла тура · e4 чорний ферзь · a2 білий король · g2 чорний пішак · h2 чорний пішак · e1 білий ферзь · g1 чорний слон · h1 чорний король | f7 біла тура · e4 чорний ферзь · a2 білий король · g2 чорний пішак · h2 чорний пішак · e1 білий ферзь · g1 чорний слон · h1 чорний король | f7 біла тура · e4 чорний ферзь · a2 білий король · g2 чорний пішак · h2 чорний пішак · e1 білий ферзь · g1 чорний слон · h1 чорний король | f7 біла тура · e4 чорний ферзь · a2 білий король · g2 чорний пішак · h2 чорний пішак · e1 білий ферзь · g1 чорний слон · h1 чорний король | f7 біла тура · e4 чорний ферзь · a2 білий король · g2 чорний пішак · h2 чорний пішак · e1 білий ферзь · g1 чорний слон · h1 чорний король | f7 біла тура · e4 чорний ферзь · a2 білий король · g2 чорний пішак · h2 чорний пішак · e1 білий ферзь · g1 чорний слон · h1 чорний король | f7 біла тура · e4 чорний ферзь · a2 білий король · g2 чорний пішак · h2 чорний пішак · e1 білий ферзь · g1 чорний слон · h1 чорний король | f7 біла тура · e4 чорний ферзь · a2 білий король · g2 чорний пішак · h2 чорний пішак · e1 білий ферзь · g1 чорний слон · h1 чорний король | 8 |
| 7 | f7 біла тура · e4 чорний ферзь · a2 білий король · g2 чорний пішак · h2 чорний пішак · e1 білий ферзь · g1 чорний слон · h1 чорний король | f7 біла тура · e4 чорний ферзь · a2 білий король · g2 чорний пішак · h2 чорний пішак · e1 білий ферзь · g1 чорний слон · h1 чорний король | f7 біла тура · e4 чорний ферзь · a2 білий король · g2 чорний пішак · h2 чорний пішак · e1 білий ферзь · g1 чорний слон · h1 чорний король | f7 біла тура · e4 чорний ферзь · a2 білий король · g2 чорний пішак · h2 чорний пішак · e1 білий ферзь · g1 чорний слон · h1 чорний король | f7 біла тура · e4 чорний ферзь · a2 білий король · g2 чорний пішак · h2 чорний пішак · e1 білий ферзь · g1 чорний слон · h1 чорний король | f7 біла тура · e4 чорний ферзь · a2 білий король · g2 чорний пішак · h2 чорний пішак · e1 білий ферзь · g1 чорний слон · h1 чорний король | f7 біла тура · e4 чорний ферзь · a2 білий король · g2 чорний пішак · h2 чорний пішак · e1 білий ферзь · g1 чорний слон · h1 чорний король | f7 біла тура · e4 чорний ферзь · a2 білий король · g2 чорний пішак · h2 чорний пішак · e1 білий ферзь · g1 чорний слон · h1 чорний король | 7 |
| 6 | f7 біла тура · e4 чорний ферзь · a2 білий король · g2 чорний пішак · h2 чорний пішак · e1 білий ферзь · g1 чорний слон · h1 чорний король | f7 біла тура · e4 чорний ферзь · a2 білий король · g2 чорний пішак · h2 чорний пішак · e1 білий ферзь · g1 чорний слон · h1 чорний король | f7 біла тура · e4 чорний ферзь · a2 білий король · g2 чорний пішак · h2 чорний пішак · e1 білий ферзь · g1 чорний слон · h1 чорний король | f7 біла тура · e4 чорний ферзь · a2 білий король · g2 чорний пішак · h2 чорний пішак · e1 білий ферзь · g1 чорний слон · h1 чорний король | f7 біла тура · e4 чорний ферзь · a2 білий король · g2 чорний пішак · h2 чорний пішак · e1 білий ферзь · g1 чорний слон · h1 чорний король | f7 біла тура · e4 чорний ферзь · a2 білий король · g2 чорний пішак · h2 чорний пішак · e1 білий ферзь · g1 чорний слон · h1 чорний король | f7 біла тура · e4 чорний ферзь · a2 білий король · g2 чорний пішак · h2 чорний пішак · e1 білий ферзь · g1 чорний слон · h1 чорний король | f7 біла тура · e4 чорний ферзь · a2 білий король · g2 чорний пішак · h2 чорний пішак · e1 білий ферзь · g1 чорний слон · h1 чорний король | 6 |
| 5 | f7 біла тура · e4 чорний ферзь · a2 білий король · g2 чорний пішак · h2 чорний пішак · e1 білий ферзь · g1 чорний слон · h1 чорний король | f7 біла тура · e4 чорний ферзь · a2 білий король · g2 чорний пішак · h2 чорний пішак · e1 білий ферзь · g1 чорний слон · h1 чорний король | f7 біла тура · e4 чорний ферзь · a2 білий король · g2 чорний пішак · h2 чорний пішак · e1 білий ферзь · g1 чорний слон · h1 чорний король | f7 біла тура · e4 чорний ферзь · a2 білий король · g2 чорний пішак · h2 чорний пішак · e1 білий ферзь · g1 чорний слон · h1 чорний король | f7 біла тура · e4 чорний ферзь · a2 білий король · g2 чорний пішак · h2 чорний пішак · e1 білий ферзь · g1 чорний слон · h1 чорний король | f7 біла тура · e4 чорний ферзь · a2 білий король · g2 чорний пішак · h2 чорний пішак · e1 білий ферзь · g1 чорний слон · h1 чорний король | f7 біла тура · e4 чорний ферзь · a2 білий король · g2 чорний пішак · h2 чорний пішак · e1 білий ферзь · g1 чорний слон · h1 чорний король | f7 біла тура · e4 чорний ферзь · a2 білий король · g2 чорний пішак · h2 чорний пішак · e1 білий ферзь · g1 чорний слон · h1 чорний король | 5 |
| 4 | f7 біла тура · e4 чорний ферзь · a2 білий король · g2 чорний пішак · h2 чорний пішак · e1 білий ферзь · g1 чорний слон · h1 чорний король | f7 біла тура · e4 чорний ферзь · a2 білий король · g2 чорний пішак · h2 чорний пішак · e1 білий ферзь · g1 чорний слон · h1 чорний король | f7 біла тура · e4 чорний ферзь · a2 білий король · g2 чорний пішак · h2 чорний пішак · e1 білий ферзь · g1 чорний слон · h1 чорний король | f7 біла тура · e4 чорний ферзь · a2 білий король · g2 чорний пішак · h2 чорний пішак · e1 білий ферзь · g1 чорний слон · h1 чорний король | f7 біла тура · e4 чорний ферзь · a2 білий король · g2 чорний пішак · h2 чорний пішак · e1 білий ферзь · g1 чорний слон · h1 чорний король | f7 біла тура · e4 чорний ферзь · a2 білий король · g2 чорний пішак · h2 чорний пішак · e1 білий ферзь · g1 чорний слон · h1 чорний король | f7 біла тура · e4 чорний ферзь · a2 білий король · g2 чорний пішак · h2 чорний пішак · e1 білий ферзь · g1 чорний слон · h1 чорний король | f7 біла тура · e4 чорний ферзь · a2 білий король · g2 чорний пішак · h2 чорний пішак · e1 білий ферзь · g1 чорний слон · h1 чорний король | 4 |
| 3 | f7 біла тура · e4 чорний ферзь · a2 білий король · g2 чорний пішак · h2 чорний пішак · e1 білий ферзь · g1 чорний слон · h1 чорний король | f7 біла тура · e4 чорний ферзь · a2 білий король · g2 чорний пішак · h2 чорний пішак · e1 білий ферзь · g1 чорний слон · h1 чорний король | f7 біла тура · e4 чорний ферзь · a2 білий король · g2 чорний пішак · h2 чорний пішак · e1 білий ферзь · g1 чорний слон · h1 чорний король | f7 біла тура · e4 чорний ферзь · a2 білий король · g2 чорний пішак · h2 чорний пішак · e1 білий ферзь · g1 чорний слон · h1 чорний король | f7 біла тура · e4 чорний ферзь · a2 білий король · g2 чорний пішак · h2 чорний пішак · e1 білий ферзь · g1 чорний слон · h1 чорний король | f7 біла тура · e4 чорний ферзь · a2 білий король · g2 чорний пішак · h2 чорний пішак · e1 білий ферзь · g1 чорний слон · h1 чорний король | f7 біла тура · e4 чорний ферзь · a2 білий король · g2 чорний пішак · h2 чорний пішак · e1 білий ферзь · g1 чорний слон · h1 чорний король | f7 біла тура · e4 чорний ферзь · a2 білий король · g2 чорний пішак · h2 чорний пішак · e1 білий ферзь · g1 чорний слон · h1 чорний король | 3 |
| 2 | f7 біла тура · e4 чорний ферзь · a2 білий король · g2 чорний пішак · h2 чорний пішак · e1 білий ферзь · g1 чорний слон · h1 чорний король | f7 біла тура · e4 чорний ферзь · a2 білий король · g2 чорний пішак · h2 чорний пішак · e1 білий ферзь · g1 чорний слон · h1 чорний король | f7 біла тура · e4 чорний ферзь · a2 білий король · g2 чорний пішак · h2 чорний пішак · e1 білий ферзь · g1 чорний слон · h1 чорний король | f7 біла тура · e4 чорний ферзь · a2 білий король · g2 чорний пішак · h2 чорний пішак · e1 білий ферзь · g1 чорний слон · h1 чорний король | f7 біла тура · e4 чорний ферзь · a2 білий король · g2 чорний пішак · h2 чорний пішак · e1 білий ферзь · g1 чорний слон · h1 чорний король | f7 біла тура · e4 чорний ферзь · a2 білий король · g2 чорний пішак · h2 чорний пішак · e1 білий ферзь · g1 чорний слон · h1 чорний король | f7 біла тура · e4 чорний ферзь · a2 білий король · g2 чорний пішак · h2 чорний пішак · e1 білий ферзь · g1 чорний слон · h1 чорний король | f7 біла тура · e4 чорний ферзь · a2 білий король · g2 чорний пішак · h2 чорний пішак · e1 білий ферзь · g1 чорний слон · h1 чорний король | 2 |
| 1 | f7 біла тура · e4 чорний ферзь · a2 білий король · g2 чорний пішак · h2 чорний пішак · e1 білий ферзь · g1 чорний слон · h1 чорний король | f7 біла тура · e4 чорний ферзь · a2 білий король · g2 чорний пішак · h2 чорний пішак · e1 білий ферзь · g1 чорний слон · h1 чорний король | f7 біла тура · e4 чорний ферзь · a2 білий король · g2 чорний пішак · h2 чорний пішак · e1 білий ферзь · g1 чорний слон · h1 чорний король | f7 біла тура · e4 чорний ферзь · a2 білий король · g2 чорний пішак · h2 чорний пішак · e1 білий ферзь · g1 чорний слон · h1 чорний король | f7 біла тура · e4 чорний ферзь · a2 білий король · g2 чорний пішак · h2 чорний пішак · e1 білий ферзь · g1 чорний слон · h1 чорний король | f7 біла тура · e4 чорний ферзь · a2 білий король · g2 чорний пішак · h2 чорний пішак · e1 білий ферзь · g1 чорний слон · h1 чорний король | f7 біла тура · e4 чорний ферзь · a2 білий король · g2 чорний пішак · h2 чорний пішак · e1 білий ферзь · g1 чорний слон · h1 чорний король | f7 біла тура · e4 чорний ферзь · a2 білий король · g2 чорний пішак · h2 чорний пішак · e1 білий ферзь · g1 чорний слон · h1 чорний король | 1 |
|   | a | b | c | d | e | f | g | h |   |

1. ...    Tf1!    2. gf1S!  D:e4#
1. Dh7 D:g1+  2. hg1T! T:h7#
Перша фаза теми пройшла в ілюзорній грі, а друга в дійсній грі.

Задача на цю ідею опублікована на 7 років раніше від першої публікації З. Зілахі.

## Подвоєна форма
Якщо в першій фазі жертвуються дві тематичні білі фігури, які в другій фазі оголошують мат і навпаки — дві тематичні білі фігури, які оголошують мат в першій фазі, а в другій фазі жертвуються, тоді буде виражено подвоєну форму теми Зілахі.
|   | a | b | c | d | e | f | g | h |   |
| 8 | b8 чорний король · a7 біла тура · a6 білий слон · b5 чорний кінь · d5 білий король · a4 білий пішак · a3 біла тура | b8 чорний король · a7 біла тура · a6 білий слон · b5 чорний кінь · d5 білий король · a4 білий пішак · a3 біла тура | b8 чорний король · a7 біла тура · a6 білий слон · b5 чорний кінь · d5 білий король · a4 білий пішак · a3 біла тура | b8 чорний король · a7 біла тура · a6 білий слон · b5 чорний кінь · d5 білий король · a4 білий пішак · a3 біла тура | b8 чорний король · a7 біла тура · a6 білий слон · b5 чорний кінь · d5 білий король · a4 білий пішак · a3 біла тура | b8 чорний король · a7 біла тура · a6 білий слон · b5 чорний кінь · d5 білий король · a4 білий пішак · a3 біла тура | b8 чорний король · a7 біла тура · a6 білий слон · b5 чорний кінь · d5 білий король · a4 білий пішак · a3 біла тура | b8 чорний король · a7 біла тура · a6 білий слон · b5 чорний кінь · d5 білий король · a4 білий пішак · a3 біла тура | 8 |
| 7 | b8 чорний король · a7 біла тура · a6 білий слон · b5 чорний кінь · d5 білий король · a4 білий пішак · a3 біла тура | b8 чорний король · a7 біла тура · a6 білий слон · b5 чорний кінь · d5 білий король · a4 білий пішак · a3 біла тура | b8 чорний король · a7 біла тура · a6 білий слон · b5 чорний кінь · d5 білий король · a4 білий пішак · a3 біла тура | b8 чорний король · a7 біла тура · a6 білий слон · b5 чорний кінь · d5 білий король · a4 білий пішак · a3 біла тура | b8 чорний король · a7 біла тура · a6 білий слон · b5 чорний кінь · d5 білий король · a4 білий пішак · a3 біла тура | b8 чорний король · a7 біла тура · a6 білий слон · b5 чорний кінь · d5 білий король · a4 білий пішак · a3 біла тура | b8 чорний король · a7 біла тура · a6 білий слон · b5 чорний кінь · d5 білий король · a4 білий пішак · a3 біла тура | b8 чорний король · a7 біла тура · a6 білий слон · b5 чорний кінь · d5 білий король · a4 білий пішак · a3 біла тура | 7 |
| 6 | b8 чорний король · a7 біла тура · a6 білий слон · b5 чорний кінь · d5 білий король · a4 білий пішак · a3 біла тура | b8 чорний король · a7 біла тура · a6 білий слон · b5 чорний кінь · d5 білий король · a4 білий пішак · a3 біла тура | b8 чорний король · a7 біла тура · a6 білий слон · b5 чорний кінь · d5 білий король · a4 білий пішак · a3 біла тура | b8 чорний король · a7 біла тура · a6 білий слон · b5 чорний кінь · d5 білий король · a4 білий пішак · a3 біла тура | b8 чорний король · a7 біла тура · a6 білий слон · b5 чорний кінь · d5 білий король · a4 білий пішак · a3 біла тура | b8 чорний король · a7 біла тура · a6 білий слон · b5 чорний кінь · d5 білий король · a4 білий пішак · a3 біла тура | b8 чорний король · a7 біла тура · a6 білий слон · b5 чорний кінь · d5 білий король · a4 білий пішак · a3 біла тура | b8 чорний король · a7 біла тура · a6 білий слон · b5 чорний кінь · d5 білий король · a4 білий пішак · a3 біла тура | 6 |
| 5 | b8 чорний король · a7 біла тура · a6 білий слон · b5 чорний кінь · d5 білий король · a4 білий пішак · a3 біла тура | b8 чорний король · a7 біла тура · a6 білий слон · b5 чорний кінь · d5 білий король · a4 білий пішак · a3 біла тура | b8 чорний король · a7 біла тура · a6 білий слон · b5 чорний кінь · d5 білий король · a4 білий пішак · a3 біла тура | b8 чорний король · a7 біла тура · a6 білий слон · b5 чорний кінь · d5 білий король · a4 білий пішак · a3 біла тура | b8 чорний король · a7 біла тура · a6 білий слон · b5 чорний кінь · d5 білий король · a4 білий пішак · a3 біла тура | b8 чорний король · a7 біла тура · a6 білий слон · b5 чорний кінь · d5 білий король · a4 білий пішак · a3 біла тура | b8 чорний король · a7 біла тура · a6 білий слон · b5 чорний кінь · d5 білий король · a4 білий пішак · a3 біла тура | b8 чорний король · a7 біла тура · a6 білий слон · b5 чорний кінь · d5 білий король · a4 білий пішак · a3 біла тура | 5 |
| 4 | b8 чорний король · a7 біла тура · a6 білий слон · b5 чорний кінь · d5 білий король · a4 білий пішак · a3 біла тура | b8 чорний король · a7 біла тура · a6 білий слон · b5 чорний кінь · d5 білий король · a4 білий пішак · a3 біла тура | b8 чорний король · a7 біла тура · a6 білий слон · b5 чорний кінь · d5 білий король · a4 білий пішак · a3 біла тура | b8 чорний король · a7 біла тура · a6 білий слон · b5 чорний кінь · d5 білий король · a4 білий пішак · a3 біла тура | b8 чорний король · a7 біла тура · a6 білий слон · b5 чорний кінь · d5 білий король · a4 білий пішак · a3 біла тура | b8 чорний король · a7 біла тура · a6 білий слон · b5 чорний кінь · d5 білий король · a4 білий пішак · a3 біла тура | b8 чорний король · a7 біла тура · a6 білий слон · b5 чорний кінь · d5 білий король · a4 білий пішак · a3 біла тура | b8 чорний король · a7 біла тура · a6 білий слон · b5 чорний кінь · d5 білий король · a4 білий пішак · a3 біла тура | 4 |
| 3 | b8 чорний король · a7 біла тура · a6 білий слон · b5 чорний кінь · d5 білий король · a4 білий пішак · a3 біла тура | b8 чорний король · a7 біла тура · a6 білий слон · b5 чорний кінь · d5 білий король · a4 білий пішак · a3 біла тура | b8 чорний король · a7 біла тура · a6 білий слон · b5 чорний кінь · d5 білий король · a4 білий пішак · a3 біла тура | b8 чорний король · a7 біла тура · a6 білий слон · b5 чорний кінь · d5 білий король · a4 білий пішак · a3 біла тура | b8 чорний король · a7 біла тура · a6 білий слон · b5 чорний кінь · d5 білий король · a4 білий пішак · a3 біла тура | b8 чорний король · a7 біла тура · a6 білий слон · b5 чорний кінь · d5 білий король · a4 білий пішак · a3 біла тура | b8 чорний король · a7 біла тура · a6 білий слон · b5 чорний кінь · d5 білий король · a4 білий пішак · a3 біла тура | b8 чорний король · a7 біла тура · a6 білий слон · b5 чорний кінь · d5 білий король · a4 білий пішак · a3 біла тура | 3 |
| 2 | b8 чорний король · a7 біла тура · a6 білий слон · b5 чорний кінь · d5 білий король · a4 білий пішак · a3 біла тура | b8 чорний король · a7 біла тура · a6 білий слон · b5 чорний кінь · d5 білий король · a4 білий пішак · a3 біла тура | b8 чорний король · a7 біла тура · a6 білий слон · b5 чорний кінь · d5 білий король · a4 білий пішак · a3 біла тура | b8 чорний король · a7 біла тура · a6 білий слон · b5 чорний кінь · d5 білий король · a4 білий пішак · a3 біла тура | b8 чорний король · a7 біла тура · a6 білий слон · b5 чорний кінь · d5 білий король · a4 білий пішак · a3 біла тура | b8 чорний король · a7 біла тура · a6 білий слон · b5 чорний кінь · d5 білий король · a4 білий пішак · a3 біла тура | b8 чорний король · a7 біла тура · a6 білий слон · b5 чорний кінь · d5 білий король · a4 білий пішак · a3 біла тура | b8 чорний король · a7 біла тура · a6 білий слон · b5 чорний кінь · d5 білий король · a4 білий пішак · a3 біла тура | 2 |
| 1 | b8 чорний король · a7 біла тура · a6 білий слон · b5 чорний кінь · d5 білий король · a4 білий пішак · a3 біла тура | b8 чорний король · a7 біла тура · a6 білий слон · b5 чорний кінь · d5 білий король · a4 білий пішак · a3 біла тура | b8 чорний король · a7 біла тура · a6 білий слон · b5 чорний кінь · d5 білий король · a4 білий пішак · a3 біла тура | b8 чорний король · a7 біла тура · a6 білий слон · b5 чорний кінь · d5 білий король · a4 білий пішак · a3 біла тура | b8 чорний король · a7 біла тура · a6 білий слон · b5 чорний кінь · d5 білий король · a4 білий пішак · a3 біла тура | b8 чорний король · a7 біла тура · a6 білий слон · b5 чорний кінь · d5 білий король · a4 білий пішак · a3 біла тура | b8 чорний король · a7 біла тура · a6 білий слон · b5 чорний кінь · d5 білий король · a4 білий пішак · a3 біла тура | b8 чорний король · a7 біла тура · a6 білий слон · b5 чорний кінь · d5 білий король · a4 білий пішак · a3 біла тура | 1 |
|   | a | b | c | d | e | f | g | h |   |

b) b8 → b2

a) 1. K:a7 Kc6 2. K:a6 ab#
b) 1. K:a3 kc4 2. K:a4 L:b5#

## Циклічна форма
При циклічній формі в задачі має бути або три рішення, або три  близнюки, тобто три фази, в яких проходить циклічне чергування функцій білих фігур — в одній фазі біла фігура є жертовна, в наступній — матуюча.
|   | a | b | c | d | e | f | g | h |   |
| 8 | e7 чорний король · c6 білий король · e6 білий слон · e5 чорний пішак · f5 чорний пішак · g5 білий пішак · b4 чорний пішак · c4 чорний пішак · g4 білий кінь · h4 чорний пішак · b3 чорний кінь · d3 біла тура · h3 чорний кінь · e2 білий кінь · g2 чорний пішак · h2 чорний пішак | e7 чорний король · c6 білий король · e6 білий слон · e5 чорний пішак · f5 чорний пішак · g5 білий пішак · b4 чорний пішак · c4 чорний пішак · g4 білий кінь · h4 чорний пішак · b3 чорний кінь · d3 біла тура · h3 чорний кінь · e2 білий кінь · g2 чорний пішак · h2 чорний пішак | e7 чорний король · c6 білий король · e6 білий слон · e5 чорний пішак · f5 чорний пішак · g5 білий пішак · b4 чорний пішак · c4 чорний пішак · g4 білий кінь · h4 чорний пішак · b3 чорний кінь · d3 біла тура · h3 чорний кінь · e2 білий кінь · g2 чорний пішак · h2 чорний пішак | e7 чорний король · c6 білий король · e6 білий слон · e5 чорний пішак · f5 чорний пішак · g5 білий пішак · b4 чорний пішак · c4 чорний пішак · g4 білий кінь · h4 чорний пішак · b3 чорний кінь · d3 біла тура · h3 чорний кінь · e2 білий кінь · g2 чорний пішак · h2 чорний пішак | e7 чорний король · c6 білий король · e6 білий слон · e5 чорний пішак · f5 чорний пішак · g5 білий пішак · b4 чорний пішак · c4 чорний пішак · g4 білий кінь · h4 чорний пішак · b3 чорний кінь · d3 біла тура · h3 чорний кінь · e2 білий кінь · g2 чорний пішак · h2 чорний пішак | e7 чорний король · c6 білий король · e6 білий слон · e5 чорний пішак · f5 чорний пішак · g5 білий пішак · b4 чорний пішак · c4 чорний пішак · g4 білий кінь · h4 чорний пішак · b3 чорний кінь · d3 біла тура · h3 чорний кінь · e2 білий кінь · g2 чорний пішак · h2 чорний пішак | e7 чорний король · c6 білий король · e6 білий слон · e5 чорний пішак · f5 чорний пішак · g5 білий пішак · b4 чорний пішак · c4 чорний пішак · g4 білий кінь · h4 чорний пішак · b3 чорний кінь · d3 біла тура · h3 чорний кінь · e2 білий кінь · g2 чорний пішак · h2 чорний пішак | e7 чорний король · c6 білий король · e6 білий слон · e5 чорний пішак · f5 чорний пішак · g5 білий пішак · b4 чорний пішак · c4 чорний пішак · g4 білий кінь · h4 чорний пішак · b3 чорний кінь · d3 біла тура · h3 чорний кінь · e2 білий кінь · g2 чорний пішак · h2 чорний пішак | 8 |
| 7 | e7 чорний король · c6 білий король · e6 білий слон · e5 чорний пішак · f5 чорний пішак · g5 білий пішак · b4 чорний пішак · c4 чорний пішак · g4 білий кінь · h4 чорний пішак · b3 чорний кінь · d3 біла тура · h3 чорний кінь · e2 білий кінь · g2 чорний пішак · h2 чорний пішак | e7 чорний король · c6 білий король · e6 білий слон · e5 чорний пішак · f5 чорний пішак · g5 білий пішак · b4 чорний пішак · c4 чорний пішак · g4 білий кінь · h4 чорний пішак · b3 чорний кінь · d3 біла тура · h3 чорний кінь · e2 білий кінь · g2 чорний пішак · h2 чорний пішак | e7 чорний король · c6 білий король · e6 білий слон · e5 чорний пішак · f5 чорний пішак · g5 білий пішак · b4 чорний пішак · c4 чорний пішак · g4 білий кінь · h4 чорний пішак · b3 чорний кінь · d3 біла тура · h3 чорний кінь · e2 білий кінь · g2 чорний пішак · h2 чорний пішак | e7 чорний король · c6 білий король · e6 білий слон · e5 чорний пішак · f5 чорний пішак · g5 білий пішак · b4 чорний пішак · c4 чорний пішак · g4 білий кінь · h4 чорний пішак · b3 чорний кінь · d3 біла тура · h3 чорний кінь · e2 білий кінь · g2 чорний пішак · h2 чорний пішак | e7 чорний король · c6 білий король · e6 білий слон · e5 чорний пішак · f5 чорний пішак · g5 білий пішак · b4 чорний пішак · c4 чорний пішак · g4 білий кінь · h4 чорний пішак · b3 чорний кінь · d3 біла тура · h3 чорний кінь · e2 білий кінь · g2 чорний пішак · h2 чорний пішак | e7 чорний король · c6 білий король · e6 білий слон · e5 чорний пішак · f5 чорний пішак · g5 білий пішак · b4 чорний пішак · c4 чорний пішак · g4 білий кінь · h4 чорний пішак · b3 чорний кінь · d3 біла тура · h3 чорний кінь · e2 білий кінь · g2 чорний пішак · h2 чорний пішак | e7 чорний король · c6 білий король · e6 білий слон · e5 чорний пішак · f5 чорний пішак · g5 білий пішак · b4 чорний пішак · c4 чорний пішак · g4 білий кінь · h4 чорний пішак · b3 чорний кінь · d3 біла тура · h3 чорний кінь · e2 білий кінь · g2 чорний пішак · h2 чорний пішак | e7 чорний король · c6 білий король · e6 білий слон · e5 чорний пішак · f5 чорний пішак · g5 білий пішак · b4 чорний пішак · c4 чорний пішак · g4 білий кінь · h4 чорний пішак · b3 чорний кінь · d3 біла тура · h3 чорний кінь · e2 білий кінь · g2 чорний пішак · h2 чорний пішак | 7 |
| 6 | e7 чорний король · c6 білий король · e6 білий слон · e5 чорний пішак · f5 чорний пішак · g5 білий пішак · b4 чорний пішак · c4 чорний пішак · g4 білий кінь · h4 чорний пішак · b3 чорний кінь · d3 біла тура · h3 чорний кінь · e2 білий кінь · g2 чорний пішак · h2 чорний пішак | e7 чорний король · c6 білий король · e6 білий слон · e5 чорний пішак · f5 чорний пішак · g5 білий пішак · b4 чорний пішак · c4 чорний пішак · g4 білий кінь · h4 чорний пішак · b3 чорний кінь · d3 біла тура · h3 чорний кінь · e2 білий кінь · g2 чорний пішак · h2 чорний пішак | e7 чорний король · c6 білий король · e6 білий слон · e5 чорний пішак · f5 чорний пішак · g5 білий пішак · b4 чорний пішак · c4 чорний пішак · g4 білий кінь · h4 чорний пішак · b3 чорний кінь · d3 біла тура · h3 чорний кінь · e2 білий кінь · g2 чорний пішак · h2 чорний пішак | e7 чорний король · c6 білий король · e6 білий слон · e5 чорний пішак · f5 чорний пішак · g5 білий пішак · b4 чорний пішак · c4 чорний пішак · g4 білий кінь · h4 чорний пішак · b3 чорний кінь · d3 біла тура · h3 чорний кінь · e2 білий кінь · g2 чорний пішак · h2 чорний пішак | e7 чорний король · c6 білий король · e6 білий слон · e5 чорний пішак · f5 чорний пішак · g5 білий пішак · b4 чорний пішак · c4 чорний пішак · g4 білий кінь · h4 чорний пішак · b3 чорний кінь · d3 біла тура · h3 чорний кінь · e2 білий кінь · g2 чорний пішак · h2 чорний пішак | e7 чорний король · c6 білий король · e6 білий слон · e5 чорний пішак · f5 чорний пішак · g5 білий пішак · b4 чорний пішак · c4 чорний пішак · g4 білий кінь · h4 чорний пішак · b3 чорний кінь · d3 біла тура · h3 чорний кінь · e2 білий кінь · g2 чорний пішак · h2 чорний пішак | e7 чорний король · c6 білий король · e6 білий слон · e5 чорний пішак · f5 чорний пішак · g5 білий пішак · b4 чорний пішак · c4 чорний пішак · g4 білий кінь · h4 чорний пішак · b3 чорний кінь · d3 біла тура · h3 чорний кінь · e2 білий кінь · g2 чорний пішак · h2 чорний пішак | e7 чорний король · c6 білий король · e6 білий слон · e5 чорний пішак · f5 чорний пішак · g5 білий пішак · b4 чорний пішак · c4 чорний пішак · g4 білий кінь · h4 чорний пішак · b3 чорний кінь · d3 біла тура · h3 чорний кінь · e2 білий кінь · g2 чорний пішак · h2 чорний пішак | 6 |
| 5 | e7 чорний король · c6 білий король · e6 білий слон · e5 чорний пішак · f5 чорний пішак · g5 білий пішак · b4 чорний пішак · c4 чорний пішак · g4 білий кінь · h4 чорний пішак · b3 чорний кінь · d3 біла тура · h3 чорний кінь · e2 білий кінь · g2 чорний пішак · h2 чорний пішак | e7 чорний король · c6 білий король · e6 білий слон · e5 чорний пішак · f5 чорний пішак · g5 білий пішак · b4 чорний пішак · c4 чорний пішак · g4 білий кінь · h4 чорний пішак · b3 чорний кінь · d3 біла тура · h3 чорний кінь · e2 білий кінь · g2 чорний пішак · h2 чорний пішак | e7 чорний король · c6 білий король · e6 білий слон · e5 чорний пішак · f5 чорний пішак · g5 білий пішак · b4 чорний пішак · c4 чорний пішак · g4 білий кінь · h4 чорний пішак · b3 чорний кінь · d3 біла тура · h3 чорний кінь · e2 білий кінь · g2 чорний пішак · h2 чорний пішак | e7 чорний король · c6 білий король · e6 білий слон · e5 чорний пішак · f5 чорний пішак · g5 білий пішак · b4 чорний пішак · c4 чорний пішак · g4 білий кінь · h4 чорний пішак · b3 чорний кінь · d3 біла тура · h3 чорний кінь · e2 білий кінь · g2 чорний пішак · h2 чорний пішак | e7 чорний король · c6 білий король · e6 білий слон · e5 чорний пішак · f5 чорний пішак · g5 білий пішак · b4 чорний пішак · c4 чорний пішак · g4 білий кінь · h4 чорний пішак · b3 чорний кінь · d3 біла тура · h3 чорний кінь · e2 білий кінь · g2 чорний пішак · h2 чорний пішак | e7 чорний король · c6 білий король · e6 білий слон · e5 чорний пішак · f5 чорний пішак · g5 білий пішак · b4 чорний пішак · c4 чорний пішак · g4 білий кінь · h4 чорний пішак · b3 чорний кінь · d3 біла тура · h3 чорний кінь · e2 білий кінь · g2 чорний пішак · h2 чорний пішак | e7 чорний король · c6 білий король · e6 білий слон · e5 чорний пішак · f5 чорний пішак · g5 білий пішак · b4 чорний пішак · c4 чорний пішак · g4 білий кінь · h4 чорний пішак · b3 чорний кінь · d3 біла тура · h3 чорний кінь · e2 білий кінь · g2 чорний пішак · h2 чорний пішак | e7 чорний король · c6 білий король · e6 білий слон · e5 чорний пішак · f5 чорний пішак · g5 білий пішак · b4 чорний пішак · c4 чорний пішак · g4 білий кінь · h4 чорний пішак · b3 чорний кінь · d3 біла тура · h3 чорний кінь · e2 білий кінь · g2 чорний пішак · h2 чорний пішак | 5 |
| 4 | e7 чорний король · c6 білий король · e6 білий слон · e5 чорний пішак · f5 чорний пішак · g5 білий пішак · b4 чорний пішак · c4 чорний пішак · g4 білий кінь · h4 чорний пішак · b3 чорний кінь · d3 біла тура · h3 чорний кінь · e2 білий кінь · g2 чорний пішак · h2 чорний пішак | e7 чорний король · c6 білий король · e6 білий слон · e5 чорний пішак · f5 чорний пішак · g5 білий пішак · b4 чорний пішак · c4 чорний пішак · g4 білий кінь · h4 чорний пішак · b3 чорний кінь · d3 біла тура · h3 чорний кінь · e2 білий кінь · g2 чорний пішак · h2 чорний пішак | e7 чорний король · c6 білий король · e6 білий слон · e5 чорний пішак · f5 чорний пішак · g5 білий пішак · b4 чорний пішак · c4 чорний пішак · g4 білий кінь · h4 чорний пішак · b3 чорний кінь · d3 біла тура · h3 чорний кінь · e2 білий кінь · g2 чорний пішак · h2 чорний пішак | e7 чорний король · c6 білий король · e6 білий слон · e5 чорний пішак · f5 чорний пішак · g5 білий пішак · b4 чорний пішак · c4 чорний пішак · g4 білий кінь · h4 чорний пішак · b3 чорний кінь · d3 біла тура · h3 чорний кінь · e2 білий кінь · g2 чорний пішак · h2 чорний пішак | e7 чорний король · c6 білий король · e6 білий слон · e5 чорний пішак · f5 чорний пішак · g5 білий пішак · b4 чорний пішак · c4 чорний пішак · g4 білий кінь · h4 чорний пішак · b3 чорний кінь · d3 біла тура · h3 чорний кінь · e2 білий кінь · g2 чорний пішак · h2 чорний пішак | e7 чорний король · c6 білий король · e6 білий слон · e5 чорний пішак · f5 чорний пішак · g5 білий пішак · b4 чорний пішак · c4 чорний пішак · g4 білий кінь · h4 чорний пішак · b3 чорний кінь · d3 біла тура · h3 чорний кінь · e2 білий кінь · g2 чорний пішак · h2 чорний пішак | e7 чорний король · c6 білий король · e6 білий слон · e5 чорний пішак · f5 чорний пішак · g5 білий пішак · b4 чорний пішак · c4 чорний пішак · g4 білий кінь · h4 чорний пішак · b3 чорний кінь · d3 біла тура · h3 чорний кінь · e2 білий кінь · g2 чорний пішак · h2 чорний пішак | e7 чорний король · c6 білий король · e6 білий слон · e5 чорний пішак · f5 чорний пішак · g5 білий пішак · b4 чорний пішак · c4 чорний пішак · g4 білий кінь · h4 чорний пішак · b3 чорний кінь · d3 біла тура · h3 чорний кінь · e2 білий кінь · g2 чорний пішак · h2 чорний пішак | 4 |
| 3 | e7 чорний король · c6 білий король · e6 білий слон · e5 чорний пішак · f5 чорний пішак · g5 білий пішак · b4 чорний пішак · c4 чорний пішак · g4 білий кінь · h4 чорний пішак · b3 чорний кінь · d3 біла тура · h3 чорний кінь · e2 білий кінь · g2 чорний пішак · h2 чорний пішак | e7 чорний король · c6 білий король · e6 білий слон · e5 чорний пішак · f5 чорний пішак · g5 білий пішак · b4 чорний пішак · c4 чорний пішак · g4 білий кінь · h4 чорний пішак · b3 чорний кінь · d3 біла тура · h3 чорний кінь · e2 білий кінь · g2 чорний пішак · h2 чорний пішак | e7 чорний король · c6 білий король · e6 білий слон · e5 чорний пішак · f5 чорний пішак · g5 білий пішак · b4 чорний пішак · c4 чорний пішак · g4 білий кінь · h4 чорний пішак · b3 чорний кінь · d3 біла тура · h3 чорний кінь · e2 білий кінь · g2 чорний пішак · h2 чорний пішак | e7 чорний король · c6 білий король · e6 білий слон · e5 чорний пішак · f5 чорний пішак · g5 білий пішак · b4 чорний пішак · c4 чорний пішак · g4 білий кінь · h4 чорний пішак · b3 чорний кінь · d3 біла тура · h3 чорний кінь · e2 білий кінь · g2 чорний пішак · h2 чорний пішак | e7 чорний король · c6 білий король · e6 білий слон · e5 чорний пішак · f5 чорний пішак · g5 білий пішак · b4 чорний пішак · c4 чорний пішак · g4 білий кінь · h4 чорний пішак · b3 чорний кінь · d3 біла тура · h3 чорний кінь · e2 білий кінь · g2 чорний пішак · h2 чорний пішак | e7 чорний король · c6 білий король · e6 білий слон · e5 чорний пішак · f5 чорний пішак · g5 білий пішак · b4 чорний пішак · c4 чорний пішак · g4 білий кінь · h4 чорний пішак · b3 чорний кінь · d3 біла тура · h3 чорний кінь · e2 білий кінь · g2 чорний пішак · h2 чорний пішак | e7 чорний король · c6 білий король · e6 білий слон · e5 чорний пішак · f5 чорний пішак · g5 білий пішак · b4 чорний пішак · c4 чорний пішак · g4 білий кінь · h4 чорний пішак · b3 чорний кінь · d3 біла тура · h3 чорний кінь · e2 білий кінь · g2 чорний пішак · h2 чорний пішак | e7 чорний король · c6 білий король · e6 білий слон · e5 чорний пішак · f5 чорний пішак · g5 білий пішак · b4 чорний пішак · c4 чорний пішак · g4 білий кінь · h4 чорний пішак · b3 чорний кінь · d3 біла тура · h3 чорний кінь · e2 білий кінь · g2 чорний пішак · h2 чорний пішак | 3 |
| 2 | e7 чорний король · c6 білий король · e6 білий слон · e5 чорний пішак · f5 чорний пішак · g5 білий пішак · b4 чорний пішак · c4 чорний пішак · g4 білий кінь · h4 чорний пішак · b3 чорний кінь · d3 біла тура · h3 чорний кінь · e2 білий кінь · g2 чорний пішак · h2 чорний пішак | e7 чорний король · c6 білий король · e6 білий слон · e5 чорний пішак · f5 чорний пішак · g5 білий пішак · b4 чорний пішак · c4 чорний пішак · g4 білий кінь · h4 чорний пішак · b3 чорний кінь · d3 біла тура · h3 чорний кінь · e2 білий кінь · g2 чорний пішак · h2 чорний пішак | e7 чорний король · c6 білий король · e6 білий слон · e5 чорний пішак · f5 чорний пішак · g5 білий пішак · b4 чорний пішак · c4 чорний пішак · g4 білий кінь · h4 чорний пішак · b3 чорний кінь · d3 біла тура · h3 чорний кінь · e2 білий кінь · g2 чорний пішак · h2 чорний пішак | e7 чорний король · c6 білий король · e6 білий слон · e5 чорний пішак · f5 чорний пішак · g5 білий пішак · b4 чорний пішак · c4 чорний пішак · g4 білий кінь · h4 чорний пішак · b3 чорний кінь · d3 біла тура · h3 чорний кінь · e2 білий кінь · g2 чорний пішак · h2 чорний пішак | e7 чорний король · c6 білий король · e6 білий слон · e5 чорний пішак · f5 чорний пішак · g5 білий пішак · b4 чорний пішак · c4 чорний пішак · g4 білий кінь · h4 чорний пішак · b3 чорний кінь · d3 біла тура · h3 чорний кінь · e2 білий кінь · g2 чорний пішак · h2 чорний пішак | e7 чорний король · c6 білий король · e6 білий слон · e5 чорний пішак · f5 чорний пішак · g5 білий пішак · b4 чорний пішак · c4 чорний пішак · g4 білий кінь · h4 чорний пішак · b3 чорний кінь · d3 біла тура · h3 чорний кінь · e2 білий кінь · g2 чорний пішак · h2 чорний пішак | e7 чорний король · c6 білий король · e6 білий слон · e5 чорний пішак · f5 чорний пішак · g5 білий пішак · b4 чорний пішак · c4 чорний пішак · g4 білий кінь · h4 чорний пішак · b3 чорний кінь · d3 біла тура · h3 чорний кінь · e2 білий кінь · g2 чорний пішак · h2 чорний пішак | e7 чорний король · c6 білий король · e6 білий слон · e5 чорний пішак · f5 чорний пішак · g5 білий пішак · b4 чорний пішак · c4 чорний пішак · g4 білий кінь · h4 чорний пішак · b3 чорний кінь · d3 біла тура · h3 чорний кінь · e2 білий кінь · g2 чорний пішак · h2 чорний пішак | 2 |
| 1 | e7 чорний король · c6 білий король · e6 білий слон · e5 чорний пішак · f5 чорний пішак · g5 білий пішак · b4 чорний пішак · c4 чорний пішак · g4 білий кінь · h4 чорний пішак · b3 чорний кінь · d3 біла тура · h3 чорний кінь · e2 білий кінь · g2 чорний пішак · h2 чорний пішак | e7 чорний король · c6 білий король · e6 білий слон · e5 чорний пішак · f5 чорний пішак · g5 білий пішак · b4 чорний пішак · c4 чорний пішак · g4 білий кінь · h4 чорний пішак · b3 чорний кінь · d3 біла тура · h3 чорний кінь · e2 білий кінь · g2 чорний пішак · h2 чорний пішак | e7 чорний король · c6 білий король · e6 білий слон · e5 чорний пішак · f5 чорний пішак · g5 білий пішак · b4 чорний пішак · c4 чорний пішак · g4 білий кінь · h4 чорний пішак · b3 чорний кінь · d3 біла тура · h3 чорний кінь · e2 білий кінь · g2 чорний пішак · h2 чорний пішак | e7 чорний король · c6 білий король · e6 білий слон · e5 чорний пішак · f5 чорний пішак · g5 білий пішак · b4 чорний пішак · c4 чорний пішак · g4 білий кінь · h4 чорний пішак · b3 чорний кінь · d3 біла тура · h3 чорний кінь · e2 білий кінь · g2 чорний пішак · h2 чорний пішак | e7 чорний король · c6 білий король · e6 білий слон · e5 чорний пішак · f5 чорний пішак · g5 білий пішак · b4 чорний пішак · c4 чорний пішак · g4 білий кінь · h4 чорний пішак · b3 чорний кінь · d3 біла тура · h3 чорний кінь · e2 білий кінь · g2 чорний пішак · h2 чорний пішак | e7 чорний король · c6 білий король · e6 білий слон · e5 чорний пішак · f5 чорний пішак · g5 білий пішак · b4 чорний пішак · c4 чорний пішак · g4 білий кінь · h4 чорний пішак · b3 чорний кінь · d3 біла тура · h3 чорний кінь · e2 білий кінь · g2 чорний пішак · h2 чорний пішак | e7 чорний король · c6 білий король · e6 білий слон · e5 чорний пішак · f5 чорний пішак · g5 білий пішак · b4 чорний пішак · c4 чорний пішак · g4 білий кінь · h4 чорний пішак · b3 чорний кінь · d3 біла тура · h3 чорний кінь · e2 білий кінь · g2 чорний пішак · h2 чорний пішак | e7 чорний король · c6 білий король · e6 білий слон · e5 чорний пішак · f5 чорний пішак · g5 білий пішак · b4 чорний пішак · c4 чорний пішак · g4 білий кінь · h4 чорний пішак · b3 чорний кінь · d3 біла тура · h3 чорний кінь · e2 білий кінь · g2 чорний пішак · h2 чорний пішак | 1 |
|   | a | b | c | d | e | f | g | h |   |

b) e7 → g5, c)=b g5 → c2

a) 1. K:e6 S:e5  2. K:e5 Te3#
b) 1. K:g4 T:h3  2. K:h3 L:f5#
c) 1. K:d3 L:c4+ 2. K:c4 S:e5#

## Циклічна форма в мініатюрі
Виразити тему Зілахі в трьох фазах — це вже є певне досягнення шахового композитора, а от щоб вкластися у 7 фігур — і поготів. Адже в мініатюрі є обмеження в матеріалі, оскільки має бути три тематичних білі фігури, два королі і лишається використати на все про все дві фігури.
|   | a | b | c | d | e | f | g | h |   |
| 8 | h8 чорний кінь · h7 біла тура · g6 чорний король · h6 білий слон · h5 білий кінь · b3 білий король · g2 білий пішак | h8 чорний кінь · h7 біла тура · g6 чорний король · h6 білий слон · h5 білий кінь · b3 білий король · g2 білий пішак | h8 чорний кінь · h7 біла тура · g6 чорний король · h6 білий слон · h5 білий кінь · b3 білий король · g2 білий пішак | h8 чорний кінь · h7 біла тура · g6 чорний король · h6 білий слон · h5 білий кінь · b3 білий король · g2 білий пішак | h8 чорний кінь · h7 біла тура · g6 чорний король · h6 білий слон · h5 білий кінь · b3 білий король · g2 білий пішак | h8 чорний кінь · h7 біла тура · g6 чорний король · h6 білий слон · h5 білий кінь · b3 білий король · g2 білий пішак | h8 чорний кінь · h7 біла тура · g6 чорний король · h6 білий слон · h5 білий кінь · b3 білий король · g2 білий пішак | h8 чорний кінь · h7 біла тура · g6 чорний король · h6 білий слон · h5 білий кінь · b3 білий король · g2 білий пішак | 8 |
| 7 | h8 чорний кінь · h7 біла тура · g6 чорний король · h6 білий слон · h5 білий кінь · b3 білий король · g2 білий пішак | h8 чорний кінь · h7 біла тура · g6 чорний король · h6 білий слон · h5 білий кінь · b3 білий король · g2 білий пішак | h8 чорний кінь · h7 біла тура · g6 чорний король · h6 білий слон · h5 білий кінь · b3 білий король · g2 білий пішак | h8 чорний кінь · h7 біла тура · g6 чорний король · h6 білий слон · h5 білий кінь · b3 білий король · g2 білий пішак | h8 чорний кінь · h7 біла тура · g6 чорний король · h6 білий слон · h5 білий кінь · b3 білий король · g2 білий пішак | h8 чорний кінь · h7 біла тура · g6 чорний король · h6 білий слон · h5 білий кінь · b3 білий король · g2 білий пішак | h8 чорний кінь · h7 біла тура · g6 чорний король · h6 білий слон · h5 білий кінь · b3 білий король · g2 білий пішак | h8 чорний кінь · h7 біла тура · g6 чорний король · h6 білий слон · h5 білий кінь · b3 білий король · g2 білий пішак | 7 |
| 6 | h8 чорний кінь · h7 біла тура · g6 чорний король · h6 білий слон · h5 білий кінь · b3 білий король · g2 білий пішак | h8 чорний кінь · h7 біла тура · g6 чорний король · h6 білий слон · h5 білий кінь · b3 білий король · g2 білий пішак | h8 чорний кінь · h7 біла тура · g6 чорний король · h6 білий слон · h5 білий кінь · b3 білий король · g2 білий пішак | h8 чорний кінь · h7 біла тура · g6 чорний король · h6 білий слон · h5 білий кінь · b3 білий король · g2 білий пішак | h8 чорний кінь · h7 біла тура · g6 чорний король · h6 білий слон · h5 білий кінь · b3 білий король · g2 білий пішак | h8 чорний кінь · h7 біла тура · g6 чорний король · h6 білий слон · h5 білий кінь · b3 білий король · g2 білий пішак | h8 чорний кінь · h7 біла тура · g6 чорний король · h6 білий слон · h5 білий кінь · b3 білий король · g2 білий пішак | h8 чорний кінь · h7 біла тура · g6 чорний король · h6 білий слон · h5 білий кінь · b3 білий король · g2 білий пішак | 6 |
| 5 | h8 чорний кінь · h7 біла тура · g6 чорний король · h6 білий слон · h5 білий кінь · b3 білий король · g2 білий пішак | h8 чорний кінь · h7 біла тура · g6 чорний король · h6 білий слон · h5 білий кінь · b3 білий король · g2 білий пішак | h8 чорний кінь · h7 біла тура · g6 чорний король · h6 білий слон · h5 білий кінь · b3 білий король · g2 білий пішак | h8 чорний кінь · h7 біла тура · g6 чорний король · h6 білий слон · h5 білий кінь · b3 білий король · g2 білий пішак | h8 чорний кінь · h7 біла тура · g6 чорний король · h6 білий слон · h5 білий кінь · b3 білий король · g2 білий пішак | h8 чорний кінь · h7 біла тура · g6 чорний король · h6 білий слон · h5 білий кінь · b3 білий король · g2 білий пішак | h8 чорний кінь · h7 біла тура · g6 чорний король · h6 білий слон · h5 білий кінь · b3 білий король · g2 білий пішак | h8 чорний кінь · h7 біла тура · g6 чорний король · h6 білий слон · h5 білий кінь · b3 білий король · g2 білий пішак | 5 |
| 4 | h8 чорний кінь · h7 біла тура · g6 чорний король · h6 білий слон · h5 білий кінь · b3 білий король · g2 білий пішак | h8 чорний кінь · h7 біла тура · g6 чорний король · h6 білий слон · h5 білий кінь · b3 білий король · g2 білий пішак | h8 чорний кінь · h7 біла тура · g6 чорний король · h6 білий слон · h5 білий кінь · b3 білий король · g2 білий пішак | h8 чорний кінь · h7 біла тура · g6 чорний король · h6 білий слон · h5 білий кінь · b3 білий король · g2 білий пішак | h8 чорний кінь · h7 біла тура · g6 чорний король · h6 білий слон · h5 білий кінь · b3 білий король · g2 білий пішак | h8 чорний кінь · h7 біла тура · g6 чорний король · h6 білий слон · h5 білий кінь · b3 білий король · g2 білий пішак | h8 чорний кінь · h7 біла тура · g6 чорний король · h6 білий слон · h5 білий кінь · b3 білий король · g2 білий пішак | h8 чорний кінь · h7 біла тура · g6 чорний король · h6 білий слон · h5 білий кінь · b3 білий король · g2 білий пішак | 4 |
| 3 | h8 чорний кінь · h7 біла тура · g6 чорний король · h6 білий слон · h5 білий кінь · b3 білий король · g2 білий пішак | h8 чорний кінь · h7 біла тура · g6 чорний король · h6 білий слон · h5 білий кінь · b3 білий король · g2 білий пішак | h8 чорний кінь · h7 біла тура · g6 чорний король · h6 білий слон · h5 білий кінь · b3 білий король · g2 білий пішак | h8 чорний кінь · h7 біла тура · g6 чорний король · h6 білий слон · h5 білий кінь · b3 білий король · g2 білий пішак | h8 чорний кінь · h7 біла тура · g6 чорний король · h6 білий слон · h5 білий кінь · b3 білий король · g2 білий пішак | h8 чорний кінь · h7 біла тура · g6 чорний король · h6 білий слон · h5 білий кінь · b3 білий король · g2 білий пішак | h8 чорний кінь · h7 біла тура · g6 чорний король · h6 білий слон · h5 білий кінь · b3 білий король · g2 білий пішак | h8 чорний кінь · h7 біла тура · g6 чорний король · h6 білий слон · h5 білий кінь · b3 білий король · g2 білий пішак | 3 |
| 2 | h8 чорний кінь · h7 біла тура · g6 чорний король · h6 білий слон · h5 білий кінь · b3 білий король · g2 білий пішак | h8 чорний кінь · h7 біла тура · g6 чорний король · h6 білий слон · h5 білий кінь · b3 білий король · g2 білий пішак | h8 чорний кінь · h7 біла тура · g6 чорний король · h6 білий слон · h5 білий кінь · b3 білий король · g2 білий пішак | h8 чорний кінь · h7 біла тура · g6 чорний король · h6 білий слон · h5 білий кінь · b3 білий король · g2 білий пішак | h8 чорний кінь · h7 біла тура · g6 чорний король · h6 білий слон · h5 білий кінь · b3 білий король · g2 білий пішак | h8 чорний кінь · h7 біла тура · g6 чорний король · h6 білий слон · h5 білий кінь · b3 білий король · g2 білий пішак | h8 чорний кінь · h7 біла тура · g6 чорний король · h6 білий слон · h5 білий кінь · b3 білий король · g2 білий пішак | h8 чорний кінь · h7 біла тура · g6 чорний король · h6 білий слон · h5 білий кінь · b3 білий король · g2 білий пішак | 2 |
| 1 | h8 чорний кінь · h7 біла тура · g6 чорний король · h6 білий слон · h5 білий кінь · b3 білий король · g2 білий пішак | h8 чорний кінь · h7 біла тура · g6 чорний король · h6 білий слон · h5 білий кінь · b3 білий король · g2 білий пішак | h8 чорний кінь · h7 біла тура · g6 чорний король · h6 білий слон · h5 білий кінь · b3 білий король · g2 білий пішак | h8 чорний кінь · h7 біла тура · g6 чорний король · h6 білий слон · h5 білий кінь · b3 білий король · g2 білий пішак | h8 чорний кінь · h7 біла тура · g6 чорний король · h6 білий слон · h5 білий кінь · b3 білий король · g2 білий пішак | h8 чорний кінь · h7 біла тура · g6 чорний король · h6 білий слон · h5 білий кінь · b3 білий король · g2 білий пішак | h8 чорний кінь · h7 біла тура · g6 чорний король · h6 білий слон · h5 білий кінь · b3 білий король · g2 білий пішак | h8 чорний кінь · h7 біла тура · g6 чорний король · h6 білий слон · h5 білий кінь · b3 білий король · g2 білий пішак | 1 |
|   | a | b | c | d | e | f | g | h |   |

b) g2 → e5, c) h8 → f3

a) 1. Sf7 g4   2. S:h6 Tg7#
b) 1. K:h7 e6 2. Kg8  Sf6#
c) 1. K:h5 df   2. Kh4  Lf4#
|   | a | b | c | d | e | f | g | h |   |
| 8 | g5 чорний пішак · h4 білий кінь · g3 чорний король · h3 білий кінь · g2 чорний слон · h2 біла тура · e1 білий король | g5 чорний пішак · h4 білий кінь · g3 чорний король · h3 білий кінь · g2 чорний слон · h2 біла тура · e1 білий король | g5 чорний пішак · h4 білий кінь · g3 чорний король · h3 білий кінь · g2 чорний слон · h2 біла тура · e1 білий король | g5 чорний пішак · h4 білий кінь · g3 чорний король · h3 білий кінь · g2 чорний слон · h2 біла тура · e1 білий король | g5 чорний пішак · h4 білий кінь · g3 чорний король · h3 білий кінь · g2 чорний слон · h2 біла тура · e1 білий король | g5 чорний пішак · h4 білий кінь · g3 чорний король · h3 білий кінь · g2 чорний слон · h2 біла тура · e1 білий король | g5 чорний пішак · h4 білий кінь · g3 чорний король · h3 білий кінь · g2 чорний слон · h2 біла тура · e1 білий король | g5 чорний пішак · h4 білий кінь · g3 чорний король · h3 білий кінь · g2 чорний слон · h2 біла тура · e1 білий король | 8 |
| 7 | g5 чорний пішак · h4 білий кінь · g3 чорний король · h3 білий кінь · g2 чорний слон · h2 біла тура · e1 білий король | g5 чорний пішак · h4 білий кінь · g3 чорний король · h3 білий кінь · g2 чорний слон · h2 біла тура · e1 білий король | g5 чорний пішак · h4 білий кінь · g3 чорний король · h3 білий кінь · g2 чорний слон · h2 біла тура · e1 білий король | g5 чорний пішак · h4 білий кінь · g3 чорний король · h3 білий кінь · g2 чорний слон · h2 біла тура · e1 білий король | g5 чорний пішак · h4 білий кінь · g3 чорний король · h3 білий кінь · g2 чорний слон · h2 біла тура · e1 білий король | g5 чорний пішак · h4 білий кінь · g3 чорний король · h3 білий кінь · g2 чорний слон · h2 біла тура · e1 білий король | g5 чорний пішак · h4 білий кінь · g3 чорний король · h3 білий кінь · g2 чорний слон · h2 біла тура · e1 білий король | g5 чорний пішак · h4 білий кінь · g3 чорний король · h3 білий кінь · g2 чорний слон · h2 біла тура · e1 білий король | 7 |
| 6 | g5 чорний пішак · h4 білий кінь · g3 чорний король · h3 білий кінь · g2 чорний слон · h2 біла тура · e1 білий король | g5 чорний пішак · h4 білий кінь · g3 чорний король · h3 білий кінь · g2 чорний слон · h2 біла тура · e1 білий король | g5 чорний пішак · h4 білий кінь · g3 чорний король · h3 білий кінь · g2 чорний слон · h2 біла тура · e1 білий король | g5 чорний пішак · h4 білий кінь · g3 чорний король · h3 білий кінь · g2 чорний слон · h2 біла тура · e1 білий король | g5 чорний пішак · h4 білий кінь · g3 чорний король · h3 білий кінь · g2 чорний слон · h2 біла тура · e1 білий король | g5 чорний пішак · h4 білий кінь · g3 чорний король · h3 білий кінь · g2 чорний слон · h2 біла тура · e1 білий король | g5 чорний пішак · h4 білий кінь · g3 чорний король · h3 білий кінь · g2 чорний слон · h2 біла тура · e1 білий король | g5 чорний пішак · h4 білий кінь · g3 чорний король · h3 білий кінь · g2 чорний слон · h2 біла тура · e1 білий король | 6 |
| 5 | g5 чорний пішак · h4 білий кінь · g3 чорний король · h3 білий кінь · g2 чорний слон · h2 біла тура · e1 білий король | g5 чорний пішак · h4 білий кінь · g3 чорний король · h3 білий кінь · g2 чорний слон · h2 біла тура · e1 білий король | g5 чорний пішак · h4 білий кінь · g3 чорний король · h3 білий кінь · g2 чорний слон · h2 біла тура · e1 білий король | g5 чорний пішак · h4 білий кінь · g3 чорний король · h3 білий кінь · g2 чорний слон · h2 біла тура · e1 білий король | g5 чорний пішак · h4 білий кінь · g3 чорний король · h3 білий кінь · g2 чорний слон · h2 біла тура · e1 білий король | g5 чорний пішак · h4 білий кінь · g3 чорний король · h3 білий кінь · g2 чорний слон · h2 біла тура · e1 білий король | g5 чорний пішак · h4 білий кінь · g3 чорний король · h3 білий кінь · g2 чорний слон · h2 біла тура · e1 білий король | g5 чорний пішак · h4 білий кінь · g3 чорний король · h3 білий кінь · g2 чорний слон · h2 біла тура · e1 білий король | 5 |
| 4 | g5 чорний пішак · h4 білий кінь · g3 чорний король · h3 білий кінь · g2 чорний слон · h2 біла тура · e1 білий король | g5 чорний пішак · h4 білий кінь · g3 чорний король · h3 білий кінь · g2 чорний слон · h2 біла тура · e1 білий король | g5 чорний пішак · h4 білий кінь · g3 чорний король · h3 білий кінь · g2 чорний слон · h2 біла тура · e1 білий король | g5 чорний пішак · h4 білий кінь · g3 чорний король · h3 білий кінь · g2 чорний слон · h2 біла тура · e1 білий король | g5 чорний пішак · h4 білий кінь · g3 чорний король · h3 білий кінь · g2 чорний слон · h2 біла тура · e1 білий король | g5 чорний пішак · h4 білий кінь · g3 чорний король · h3 білий кінь · g2 чорний слон · h2 біла тура · e1 білий король | g5 чорний пішак · h4 білий кінь · g3 чорний король · h3 білий кінь · g2 чорний слон · h2 біла тура · e1 білий король | g5 чорний пішак · h4 білий кінь · g3 чорний король · h3 білий кінь · g2 чорний слон · h2 біла тура · e1 білий король | 4 |
| 3 | g5 чорний пішак · h4 білий кінь · g3 чорний король · h3 білий кінь · g2 чорний слон · h2 біла тура · e1 білий король | g5 чорний пішак · h4 білий кінь · g3 чорний король · h3 білий кінь · g2 чорний слон · h2 біла тура · e1 білий король | g5 чорний пішак · h4 білий кінь · g3 чорний король · h3 білий кінь · g2 чорний слон · h2 біла тура · e1 білий король | g5 чорний пішак · h4 білий кінь · g3 чорний король · h3 білий кінь · g2 чорний слон · h2 біла тура · e1 білий король | g5 чорний пішак · h4 білий кінь · g3 чорний король · h3 білий кінь · g2 чорний слон · h2 біла тура · e1 білий король | g5 чорний пішак · h4 білий кінь · g3 чорний король · h3 білий кінь · g2 чорний слон · h2 біла тура · e1 білий король | g5 чорний пішак · h4 білий кінь · g3 чорний король · h3 білий кінь · g2 чорний слон · h2 біла тура · e1 білий король | g5 чорний пішак · h4 білий кінь · g3 чорний король · h3 білий кінь · g2 чорний слон · h2 біла тура · e1 білий король | 3 |
| 2 | g5 чорний пішак · h4 білий кінь · g3 чорний король · h3 білий кінь · g2 чорний слон · h2 біла тура · e1 білий король | g5 чорний пішак · h4 білий кінь · g3 чорний король · h3 білий кінь · g2 чорний слон · h2 біла тура · e1 білий король | g5 чорний пішак · h4 білий кінь · g3 чорний король · h3 білий кінь · g2 чорний слон · h2 біла тура · e1 білий король | g5 чорний пішак · h4 білий кінь · g3 чорний король · h3 білий кінь · g2 чорний слон · h2 біла тура · e1 білий король | g5 чорний пішак · h4 білий кінь · g3 чорний король · h3 білий кінь · g2 чорний слон · h2 біла тура · e1 білий король | g5 чорний пішак · h4 білий кінь · g3 чорний король · h3 білий кінь · g2 чорний слон · h2 біла тура · e1 білий король | g5 чорний пішак · h4 білий кінь · g3 чорний король · h3 білий кінь · g2 чорний слон · h2 біла тура · e1 білий король | g5 чорний пішак · h4 білий кінь · g3 чорний король · h3 білий кінь · g2 чорний слон · h2 біла тура · e1 білий король | 2 |
| 1 | g5 чорний пішак · h4 білий кінь · g3 чорний король · h3 білий кінь · g2 чорний слон · h2 біла тура · e1 білий король | g5 чорний пішак · h4 білий кінь · g3 чорний король · h3 білий кінь · g2 чорний слон · h2 біла тура · e1 білий король | g5 чорний пішак · h4 білий кінь · g3 чорний король · h3 білий кінь · g2 чорний слон · h2 біла тура · e1 білий король | g5 чорний пішак · h4 білий кінь · g3 чорний король · h3 білий кінь · g2 чорний слон · h2 біла тура · e1 білий король | g5 чорний пішак · h4 білий кінь · g3 чорний король · h3 білий кінь · g2 чорний слон · h2 біла тура · e1 білий король | g5 чорний пішак · h4 білий кінь · g3 чорний король · h3 білий кінь · g2 чорний слон · h2 біла тура · e1 білий король | g5 чорний пішак · h4 білий кінь · g3 чорний король · h3 білий кінь · g2 чорний слон · h2 біла тура · e1 білий король | g5 чорний пішак · h4 білий кінь · g3 чорний король · h3 білий кінь · g2 чорний слон · h2 біла тура · e1 білий король | 1 |
|   | a | b | c | d | e | f | g | h |   |

3 Sol

I   1. K:h2 Sf3+ 2. Kh1 Sf2#
II  1. L:h3 Tf2   2. g4   Sf5#
III 1. K:h4 Sf2+ 2. Lh3 T:h3#

## Синтез з іншими темами
Завдяки специфіці вираження теми, а саме жертви білих фігур — тема Зілахі гармонійно поєднується з іншими темами.
|   | a | b | c | d | e | f | g | h |   |
| 8 | a8 чорний слон · b8 чорна тура · f8 чорний кінь · g6 білий кінь · h6 біла тура · d5 чорний король · e5 білий слон · c4 чорний пішак · c2 білий кінь · a1 чорний кінь · b1 білий слон · h1 білий король | a8 чорний слон · b8 чорна тура · f8 чорний кінь · g6 білий кінь · h6 біла тура · d5 чорний король · e5 білий слон · c4 чорний пішак · c2 білий кінь · a1 чорний кінь · b1 білий слон · h1 білий король | a8 чорний слон · b8 чорна тура · f8 чорний кінь · g6 білий кінь · h6 біла тура · d5 чорний король · e5 білий слон · c4 чорний пішак · c2 білий кінь · a1 чорний кінь · b1 білий слон · h1 білий король | a8 чорний слон · b8 чорна тура · f8 чорний кінь · g6 білий кінь · h6 біла тура · d5 чорний король · e5 білий слон · c4 чорний пішак · c2 білий кінь · a1 чорний кінь · b1 білий слон · h1 білий король | a8 чорний слон · b8 чорна тура · f8 чорний кінь · g6 білий кінь · h6 біла тура · d5 чорний король · e5 білий слон · c4 чорний пішак · c2 білий кінь · a1 чорний кінь · b1 білий слон · h1 білий король | a8 чорний слон · b8 чорна тура · f8 чорний кінь · g6 білий кінь · h6 біла тура · d5 чорний король · e5 білий слон · c4 чорний пішак · c2 білий кінь · a1 чорний кінь · b1 білий слон · h1 білий король | a8 чорний слон · b8 чорна тура · f8 чорний кінь · g6 білий кінь · h6 біла тура · d5 чорний король · e5 білий слон · c4 чорний пішак · c2 білий кінь · a1 чорний кінь · b1 білий слон · h1 білий король | a8 чорний слон · b8 чорна тура · f8 чорний кінь · g6 білий кінь · h6 біла тура · d5 чорний король · e5 білий слон · c4 чорний пішак · c2 білий кінь · a1 чорний кінь · b1 білий слон · h1 білий король | 8 |
| 7 | a8 чорний слон · b8 чорна тура · f8 чорний кінь · g6 білий кінь · h6 біла тура · d5 чорний король · e5 білий слон · c4 чорний пішак · c2 білий кінь · a1 чорний кінь · b1 білий слон · h1 білий король | a8 чорний слон · b8 чорна тура · f8 чорний кінь · g6 білий кінь · h6 біла тура · d5 чорний король · e5 білий слон · c4 чорний пішак · c2 білий кінь · a1 чорний кінь · b1 білий слон · h1 білий король | a8 чорний слон · b8 чорна тура · f8 чорний кінь · g6 білий кінь · h6 біла тура · d5 чорний король · e5 білий слон · c4 чорний пішак · c2 білий кінь · a1 чорний кінь · b1 білий слон · h1 білий король | a8 чорний слон · b8 чорна тура · f8 чорний кінь · g6 білий кінь · h6 біла тура · d5 чорний король · e5 білий слон · c4 чорний пішак · c2 білий кінь · a1 чорний кінь · b1 білий слон · h1 білий король | a8 чорний слон · b8 чорна тура · f8 чорний кінь · g6 білий кінь · h6 біла тура · d5 чорний король · e5 білий слон · c4 чорний пішак · c2 білий кінь · a1 чорний кінь · b1 білий слон · h1 білий король | a8 чорний слон · b8 чорна тура · f8 чорний кінь · g6 білий кінь · h6 біла тура · d5 чорний король · e5 білий слон · c4 чорний пішак · c2 білий кінь · a1 чорний кінь · b1 білий слон · h1 білий король | a8 чорний слон · b8 чорна тура · f8 чорний кінь · g6 білий кінь · h6 біла тура · d5 чорний король · e5 білий слон · c4 чорний пішак · c2 білий кінь · a1 чорний кінь · b1 білий слон · h1 білий король | a8 чорний слон · b8 чорна тура · f8 чорний кінь · g6 білий кінь · h6 біла тура · d5 чорний король · e5 білий слон · c4 чорний пішак · c2 білий кінь · a1 чорний кінь · b1 білий слон · h1 білий король | 7 |
| 6 | a8 чорний слон · b8 чорна тура · f8 чорний кінь · g6 білий кінь · h6 біла тура · d5 чорний король · e5 білий слон · c4 чорний пішак · c2 білий кінь · a1 чорний кінь · b1 білий слон · h1 білий король | a8 чорний слон · b8 чорна тура · f8 чорний кінь · g6 білий кінь · h6 біла тура · d5 чорний король · e5 білий слон · c4 чорний пішак · c2 білий кінь · a1 чорний кінь · b1 білий слон · h1 білий король | a8 чорний слон · b8 чорна тура · f8 чорний кінь · g6 білий кінь · h6 біла тура · d5 чорний король · e5 білий слон · c4 чорний пішак · c2 білий кінь · a1 чорний кінь · b1 білий слон · h1 білий король | a8 чорний слон · b8 чорна тура · f8 чорний кінь · g6 білий кінь · h6 біла тура · d5 чорний король · e5 білий слон · c4 чорний пішак · c2 білий кінь · a1 чорний кінь · b1 білий слон · h1 білий король | a8 чорний слон · b8 чорна тура · f8 чорний кінь · g6 білий кінь · h6 біла тура · d5 чорний король · e5 білий слон · c4 чорний пішак · c2 білий кінь · a1 чорний кінь · b1 білий слон · h1 білий король | a8 чорний слон · b8 чорна тура · f8 чорний кінь · g6 білий кінь · h6 біла тура · d5 чорний король · e5 білий слон · c4 чорний пішак · c2 білий кінь · a1 чорний кінь · b1 білий слон · h1 білий король | a8 чорний слон · b8 чорна тура · f8 чорний кінь · g6 білий кінь · h6 біла тура · d5 чорний король · e5 білий слон · c4 чорний пішак · c2 білий кінь · a1 чорний кінь · b1 білий слон · h1 білий король | a8 чорний слон · b8 чорна тура · f8 чорний кінь · g6 білий кінь · h6 біла тура · d5 чорний король · e5 білий слон · c4 чорний пішак · c2 білий кінь · a1 чорний кінь · b1 білий слон · h1 білий король | 6 |
| 5 | a8 чорний слон · b8 чорна тура · f8 чорний кінь · g6 білий кінь · h6 біла тура · d5 чорний король · e5 білий слон · c4 чорний пішак · c2 білий кінь · a1 чорний кінь · b1 білий слон · h1 білий король | a8 чорний слон · b8 чорна тура · f8 чорний кінь · g6 білий кінь · h6 біла тура · d5 чорний король · e5 білий слон · c4 чорний пішак · c2 білий кінь · a1 чорний кінь · b1 білий слон · h1 білий король | a8 чорний слон · b8 чорна тура · f8 чорний кінь · g6 білий кінь · h6 біла тура · d5 чорний король · e5 білий слон · c4 чорний пішак · c2 білий кінь · a1 чорний кінь · b1 білий слон · h1 білий король | a8 чорний слон · b8 чорна тура · f8 чорний кінь · g6 білий кінь · h6 біла тура · d5 чорний король · e5 білий слон · c4 чорний пішак · c2 білий кінь · a1 чорний кінь · b1 білий слон · h1 білий король | a8 чорний слон · b8 чорна тура · f8 чорний кінь · g6 білий кінь · h6 біла тура · d5 чорний король · e5 білий слон · c4 чорний пішак · c2 білий кінь · a1 чорний кінь · b1 білий слон · h1 білий король | a8 чорний слон · b8 чорна тура · f8 чорний кінь · g6 білий кінь · h6 біла тура · d5 чорний король · e5 білий слон · c4 чорний пішак · c2 білий кінь · a1 чорний кінь · b1 білий слон · h1 білий король | a8 чорний слон · b8 чорна тура · f8 чорний кінь · g6 білий кінь · h6 біла тура · d5 чорний король · e5 білий слон · c4 чорний пішак · c2 білий кінь · a1 чорний кінь · b1 білий слон · h1 білий король | a8 чорний слон · b8 чорна тура · f8 чорний кінь · g6 білий кінь · h6 біла тура · d5 чорний король · e5 білий слон · c4 чорний пішак · c2 білий кінь · a1 чорний кінь · b1 білий слон · h1 білий король | 5 |
| 4 | a8 чорний слон · b8 чорна тура · f8 чорний кінь · g6 білий кінь · h6 біла тура · d5 чорний король · e5 білий слон · c4 чорний пішак · c2 білий кінь · a1 чорний кінь · b1 білий слон · h1 білий король | a8 чорний слон · b8 чорна тура · f8 чорний кінь · g6 білий кінь · h6 біла тура · d5 чорний король · e5 білий слон · c4 чорний пішак · c2 білий кінь · a1 чорний кінь · b1 білий слон · h1 білий король | a8 чорний слон · b8 чорна тура · f8 чорний кінь · g6 білий кінь · h6 біла тура · d5 чорний король · e5 білий слон · c4 чорний пішак · c2 білий кінь · a1 чорний кінь · b1 білий слон · h1 білий король | a8 чорний слон · b8 чорна тура · f8 чорний кінь · g6 білий кінь · h6 біла тура · d5 чорний король · e5 білий слон · c4 чорний пішак · c2 білий кінь · a1 чорний кінь · b1 білий слон · h1 білий король | a8 чорний слон · b8 чорна тура · f8 чорний кінь · g6 білий кінь · h6 біла тура · d5 чорний король · e5 білий слон · c4 чорний пішак · c2 білий кінь · a1 чорний кінь · b1 білий слон · h1 білий король | a8 чорний слон · b8 чорна тура · f8 чорний кінь · g6 білий кінь · h6 біла тура · d5 чорний король · e5 білий слон · c4 чорний пішак · c2 білий кінь · a1 чорний кінь · b1 білий слон · h1 білий король | a8 чорний слон · b8 чорна тура · f8 чорний кінь · g6 білий кінь · h6 біла тура · d5 чорний король · e5 білий слон · c4 чорний пішак · c2 білий кінь · a1 чорний кінь · b1 білий слон · h1 білий король | a8 чорний слон · b8 чорна тура · f8 чорний кінь · g6 білий кінь · h6 біла тура · d5 чорний король · e5 білий слон · c4 чорний пішак · c2 білий кінь · a1 чорний кінь · b1 білий слон · h1 білий король | 4 |
| 3 | a8 чорний слон · b8 чорна тура · f8 чорний кінь · g6 білий кінь · h6 біла тура · d5 чорний король · e5 білий слон · c4 чорний пішак · c2 білий кінь · a1 чорний кінь · b1 білий слон · h1 білий король | a8 чорний слон · b8 чорна тура · f8 чорний кінь · g6 білий кінь · h6 біла тура · d5 чорний король · e5 білий слон · c4 чорний пішак · c2 білий кінь · a1 чорний кінь · b1 білий слон · h1 білий король | a8 чорний слон · b8 чорна тура · f8 чорний кінь · g6 білий кінь · h6 біла тура · d5 чорний король · e5 білий слон · c4 чорний пішак · c2 білий кінь · a1 чорний кінь · b1 білий слон · h1 білий король | a8 чорний слон · b8 чорна тура · f8 чорний кінь · g6 білий кінь · h6 біла тура · d5 чорний король · e5 білий слон · c4 чорний пішак · c2 білий кінь · a1 чорний кінь · b1 білий слон · h1 білий король | a8 чорний слон · b8 чорна тура · f8 чорний кінь · g6 білий кінь · h6 біла тура · d5 чорний король · e5 білий слон · c4 чорний пішак · c2 білий кінь · a1 чорний кінь · b1 білий слон · h1 білий король | a8 чорний слон · b8 чорна тура · f8 чорний кінь · g6 білий кінь · h6 біла тура · d5 чорний король · e5 білий слон · c4 чорний пішак · c2 білий кінь · a1 чорний кінь · b1 білий слон · h1 білий король | a8 чорний слон · b8 чорна тура · f8 чорний кінь · g6 білий кінь · h6 біла тура · d5 чорний король · e5 білий слон · c4 чорний пішак · c2 білий кінь · a1 чорний кінь · b1 білий слон · h1 білий король | a8 чорний слон · b8 чорна тура · f8 чорний кінь · g6 білий кінь · h6 біла тура · d5 чорний король · e5 білий слон · c4 чорний пішак · c2 білий кінь · a1 чорний кінь · b1 білий слон · h1 білий король | 3 |
| 2 | a8 чорний слон · b8 чорна тура · f8 чорний кінь · g6 білий кінь · h6 біла тура · d5 чорний король · e5 білий слон · c4 чорний пішак · c2 білий кінь · a1 чорний кінь · b1 білий слон · h1 білий король | a8 чорний слон · b8 чорна тура · f8 чорний кінь · g6 білий кінь · h6 біла тура · d5 чорний король · e5 білий слон · c4 чорний пішак · c2 білий кінь · a1 чорний кінь · b1 білий слон · h1 білий король | a8 чорний слон · b8 чорна тура · f8 чорний кінь · g6 білий кінь · h6 біла тура · d5 чорний король · e5 білий слон · c4 чорний пішак · c2 білий кінь · a1 чорний кінь · b1 білий слон · h1 білий король | a8 чорний слон · b8 чорна тура · f8 чорний кінь · g6 білий кінь · h6 біла тура · d5 чорний король · e5 білий слон · c4 чорний пішак · c2 білий кінь · a1 чорний кінь · b1 білий слон · h1 білий король | a8 чорний слон · b8 чорна тура · f8 чорний кінь · g6 білий кінь · h6 біла тура · d5 чорний король · e5 білий слон · c4 чорний пішак · c2 білий кінь · a1 чорний кінь · b1 білий слон · h1 білий король | a8 чорний слон · b8 чорна тура · f8 чорний кінь · g6 білий кінь · h6 біла тура · d5 чорний король · e5 білий слон · c4 чорний пішак · c2 білий кінь · a1 чорний кінь · b1 білий слон · h1 білий король | a8 чорний слон · b8 чорна тура · f8 чорний кінь · g6 білий кінь · h6 біла тура · d5 чорний король · e5 білий слон · c4 чорний пішак · c2 білий кінь · a1 чорний кінь · b1 білий слон · h1 білий король | a8 чорний слон · b8 чорна тура · f8 чорний кінь · g6 білий кінь · h6 біла тура · d5 чорний король · e5 білий слон · c4 чорний пішак · c2 білий кінь · a1 чорний кінь · b1 білий слон · h1 білий король | 2 |
| 1 | a8 чорний слон · b8 чорна тура · f8 чорний кінь · g6 білий кінь · h6 біла тура · d5 чорний король · e5 білий слон · c4 чорний пішак · c2 білий кінь · a1 чорний кінь · b1 білий слон · h1 білий король | a8 чорний слон · b8 чорна тура · f8 чорний кінь · g6 білий кінь · h6 біла тура · d5 чорний король · e5 білий слон · c4 чорний пішак · c2 білий кінь · a1 чорний кінь · b1 білий слон · h1 білий король | a8 чорний слон · b8 чорна тура · f8 чорний кінь · g6 білий кінь · h6 біла тура · d5 чорний король · e5 білий слон · c4 чорний пішак · c2 білий кінь · a1 чорний кінь · b1 білий слон · h1 білий король | a8 чорний слон · b8 чорна тура · f8 чорний кінь · g6 білий кінь · h6 біла тура · d5 чорний король · e5 білий слон · c4 чорний пішак · c2 білий кінь · a1 чорний кінь · b1 білий слон · h1 білий король | a8 чорний слон · b8 чорна тура · f8 чорний кінь · g6 білий кінь · h6 біла тура · d5 чорний король · e5 білий слон · c4 чорний пішак · c2 білий кінь · a1 чорний кінь · b1 білий слон · h1 білий король | a8 чорний слон · b8 чорна тура · f8 чорний кінь · g6 білий кінь · h6 біла тура · d5 чорний король · e5 білий слон · c4 чорний пішак · c2 білий кінь · a1 чорний кінь · b1 білий слон · h1 білий король | a8 чорний слон · b8 чорна тура · f8 чорний кінь · g6 білий кінь · h6 біла тура · d5 чорний король · e5 білий слон · c4 чорний пішак · c2 білий кінь · a1 чорний кінь · b1 білий слон · h1 білий король | a8 чорний слон · b8 чорна тура · f8 чорний кінь · g6 білий кінь · h6 біла тура · d5 чорний король · e5 білий слон · c4 чорний пішак · c2 білий кінь · a1 чорний кінь · b1 білий слон · h1 білий король | 1 |
|   | a | b | c | d | e | f | g | h |   |

b) e5 → d4

a) 1. S:c2 Ld6 2. Sd4 Se7#
b) 1. S:g6 Lb6 2. Se5 Sb4#
Тема виражена в синтезі з Буковинсько-прикарпатською темою.
|   | a | b | c | d | e | f | g | h |   |
| 8 | a8 чорний ферзь · e8 білий слон · e6 білий пішак · d5 білий кінь · e5 чорна тура · g5 білий пішак · e4 чорний кінь · g4 чорний король · h4 чорний пішак · a3 біла тура · h1 білий король | a8 чорний ферзь · e8 білий слон · e6 білий пішак · d5 білий кінь · e5 чорна тура · g5 білий пішак · e4 чорний кінь · g4 чорний король · h4 чорний пішак · a3 біла тура · h1 білий король | a8 чорний ферзь · e8 білий слон · e6 білий пішак · d5 білий кінь · e5 чорна тура · g5 білий пішак · e4 чорний кінь · g4 чорний король · h4 чорний пішак · a3 біла тура · h1 білий король | a8 чорний ферзь · e8 білий слон · e6 білий пішак · d5 білий кінь · e5 чорна тура · g5 білий пішак · e4 чорний кінь · g4 чорний король · h4 чорний пішак · a3 біла тура · h1 білий король | a8 чорний ферзь · e8 білий слон · e6 білий пішак · d5 білий кінь · e5 чорна тура · g5 білий пішак · e4 чорний кінь · g4 чорний король · h4 чорний пішак · a3 біла тура · h1 білий король | a8 чорний ферзь · e8 білий слон · e6 білий пішак · d5 білий кінь · e5 чорна тура · g5 білий пішак · e4 чорний кінь · g4 чорний король · h4 чорний пішак · a3 біла тура · h1 білий король | a8 чорний ферзь · e8 білий слон · e6 білий пішак · d5 білий кінь · e5 чорна тура · g5 білий пішак · e4 чорний кінь · g4 чорний король · h4 чорний пішак · a3 біла тура · h1 білий король | a8 чорний ферзь · e8 білий слон · e6 білий пішак · d5 білий кінь · e5 чорна тура · g5 білий пішак · e4 чорний кінь · g4 чорний король · h4 чорний пішак · a3 біла тура · h1 білий король | 8 |
| 7 | a8 чорний ферзь · e8 білий слон · e6 білий пішак · d5 білий кінь · e5 чорна тура · g5 білий пішак · e4 чорний кінь · g4 чорний король · h4 чорний пішак · a3 біла тура · h1 білий король | a8 чорний ферзь · e8 білий слон · e6 білий пішак · d5 білий кінь · e5 чорна тура · g5 білий пішак · e4 чорний кінь · g4 чорний король · h4 чорний пішак · a3 біла тура · h1 білий король | a8 чорний ферзь · e8 білий слон · e6 білий пішак · d5 білий кінь · e5 чорна тура · g5 білий пішак · e4 чорний кінь · g4 чорний король · h4 чорний пішак · a3 біла тура · h1 білий король | a8 чорний ферзь · e8 білий слон · e6 білий пішак · d5 білий кінь · e5 чорна тура · g5 білий пішак · e4 чорний кінь · g4 чорний король · h4 чорний пішак · a3 біла тура · h1 білий король | a8 чорний ферзь · e8 білий слон · e6 білий пішак · d5 білий кінь · e5 чорна тура · g5 білий пішак · e4 чорний кінь · g4 чорний король · h4 чорний пішак · a3 біла тура · h1 білий король | a8 чорний ферзь · e8 білий слон · e6 білий пішак · d5 білий кінь · e5 чорна тура · g5 білий пішак · e4 чорний кінь · g4 чорний король · h4 чорний пішак · a3 біла тура · h1 білий король | a8 чорний ферзь · e8 білий слон · e6 білий пішак · d5 білий кінь · e5 чорна тура · g5 білий пішак · e4 чорний кінь · g4 чорний король · h4 чорний пішак · a3 біла тура · h1 білий король | a8 чорний ферзь · e8 білий слон · e6 білий пішак · d5 білий кінь · e5 чорна тура · g5 білий пішак · e4 чорний кінь · g4 чорний король · h4 чорний пішак · a3 біла тура · h1 білий король | 7 |
| 6 | a8 чорний ферзь · e8 білий слон · e6 білий пішак · d5 білий кінь · e5 чорна тура · g5 білий пішак · e4 чорний кінь · g4 чорний король · h4 чорний пішак · a3 біла тура · h1 білий король | a8 чорний ферзь · e8 білий слон · e6 білий пішак · d5 білий кінь · e5 чорна тура · g5 білий пішак · e4 чорний кінь · g4 чорний король · h4 чорний пішак · a3 біла тура · h1 білий король | a8 чорний ферзь · e8 білий слон · e6 білий пішак · d5 білий кінь · e5 чорна тура · g5 білий пішак · e4 чорний кінь · g4 чорний король · h4 чорний пішак · a3 біла тура · h1 білий король | a8 чорний ферзь · e8 білий слон · e6 білий пішак · d5 білий кінь · e5 чорна тура · g5 білий пішак · e4 чорний кінь · g4 чорний король · h4 чорний пішак · a3 біла тура · h1 білий король | a8 чорний ферзь · e8 білий слон · e6 білий пішак · d5 білий кінь · e5 чорна тура · g5 білий пішак · e4 чорний кінь · g4 чорний король · h4 чорний пішак · a3 біла тура · h1 білий король | a8 чорний ферзь · e8 білий слон · e6 білий пішак · d5 білий кінь · e5 чорна тура · g5 білий пішак · e4 чорний кінь · g4 чорний король · h4 чорний пішак · a3 біла тура · h1 білий король | a8 чорний ферзь · e8 білий слон · e6 білий пішак · d5 білий кінь · e5 чорна тура · g5 білий пішак · e4 чорний кінь · g4 чорний король · h4 чорний пішак · a3 біла тура · h1 білий король | a8 чорний ферзь · e8 білий слон · e6 білий пішак · d5 білий кінь · e5 чорна тура · g5 білий пішак · e4 чорний кінь · g4 чорний король · h4 чорний пішак · a3 біла тура · h1 білий король | 6 |
| 5 | a8 чорний ферзь · e8 білий слон · e6 білий пішак · d5 білий кінь · e5 чорна тура · g5 білий пішак · e4 чорний кінь · g4 чорний король · h4 чорний пішак · a3 біла тура · h1 білий король | a8 чорний ферзь · e8 білий слон · e6 білий пішак · d5 білий кінь · e5 чорна тура · g5 білий пішак · e4 чорний кінь · g4 чорний король · h4 чорний пішак · a3 біла тура · h1 білий король | a8 чорний ферзь · e8 білий слон · e6 білий пішак · d5 білий кінь · e5 чорна тура · g5 білий пішак · e4 чорний кінь · g4 чорний король · h4 чорний пішак · a3 біла тура · h1 білий король | a8 чорний ферзь · e8 білий слон · e6 білий пішак · d5 білий кінь · e5 чорна тура · g5 білий пішак · e4 чорний кінь · g4 чорний король · h4 чорний пішак · a3 біла тура · h1 білий король | a8 чорний ферзь · e8 білий слон · e6 білий пішак · d5 білий кінь · e5 чорна тура · g5 білий пішак · e4 чорний кінь · g4 чорний король · h4 чорний пішак · a3 біла тура · h1 білий король | a8 чорний ферзь · e8 білий слон · e6 білий пішак · d5 білий кінь · e5 чорна тура · g5 білий пішак · e4 чорний кінь · g4 чорний король · h4 чорний пішак · a3 біла тура · h1 білий король | a8 чорний ферзь · e8 білий слон · e6 білий пішак · d5 білий кінь · e5 чорна тура · g5 білий пішак · e4 чорний кінь · g4 чорний король · h4 чорний пішак · a3 біла тура · h1 білий король | a8 чорний ферзь · e8 білий слон · e6 білий пішак · d5 білий кінь · e5 чорна тура · g5 білий пішак · e4 чорний кінь · g4 чорний король · h4 чорний пішак · a3 біла тура · h1 білий король | 5 |
| 4 | a8 чорний ферзь · e8 білий слон · e6 білий пішак · d5 білий кінь · e5 чорна тура · g5 білий пішак · e4 чорний кінь · g4 чорний король · h4 чорний пішак · a3 біла тура · h1 білий король | a8 чорний ферзь · e8 білий слон · e6 білий пішак · d5 білий кінь · e5 чорна тура · g5 білий пішак · e4 чорний кінь · g4 чорний король · h4 чорний пішак · a3 біла тура · h1 білий король | a8 чорний ферзь · e8 білий слон · e6 білий пішак · d5 білий кінь · e5 чорна тура · g5 білий пішак · e4 чорний кінь · g4 чорний король · h4 чорний пішак · a3 біла тура · h1 білий король | a8 чорний ферзь · e8 білий слон · e6 білий пішак · d5 білий кінь · e5 чорна тура · g5 білий пішак · e4 чорний кінь · g4 чорний король · h4 чорний пішак · a3 біла тура · h1 білий король | a8 чорний ферзь · e8 білий слон · e6 білий пішак · d5 білий кінь · e5 чорна тура · g5 білий пішак · e4 чорний кінь · g4 чорний король · h4 чорний пішак · a3 біла тура · h1 білий король | a8 чорний ферзь · e8 білий слон · e6 білий пішак · d5 білий кінь · e5 чорна тура · g5 білий пішак · e4 чорний кінь · g4 чорний король · h4 чорний пішак · a3 біла тура · h1 білий король | a8 чорний ферзь · e8 білий слон · e6 білий пішак · d5 білий кінь · e5 чорна тура · g5 білий пішак · e4 чорний кінь · g4 чорний король · h4 чорний пішак · a3 біла тура · h1 білий король | a8 чорний ферзь · e8 білий слон · e6 білий пішак · d5 білий кінь · e5 чорна тура · g5 білий пішак · e4 чорний кінь · g4 чорний король · h4 чорний пішак · a3 біла тура · h1 білий король | 4 |
| 3 | a8 чорний ферзь · e8 білий слон · e6 білий пішак · d5 білий кінь · e5 чорна тура · g5 білий пішак · e4 чорний кінь · g4 чорний король · h4 чорний пішак · a3 біла тура · h1 білий король | a8 чорний ферзь · e8 білий слон · e6 білий пішак · d5 білий кінь · e5 чорна тура · g5 білий пішак · e4 чорний кінь · g4 чорний король · h4 чорний пішак · a3 біла тура · h1 білий король | a8 чорний ферзь · e8 білий слон · e6 білий пішак · d5 білий кінь · e5 чорна тура · g5 білий пішак · e4 чорний кінь · g4 чорний король · h4 чорний пішак · a3 біла тура · h1 білий король | a8 чорний ферзь · e8 білий слон · e6 білий пішак · d5 білий кінь · e5 чорна тура · g5 білий пішак · e4 чорний кінь · g4 чорний король · h4 чорний пішак · a3 біла тура · h1 білий король | a8 чорний ферзь · e8 білий слон · e6 білий пішак · d5 білий кінь · e5 чорна тура · g5 білий пішак · e4 чорний кінь · g4 чорний король · h4 чорний пішак · a3 біла тура · h1 білий король | a8 чорний ферзь · e8 білий слон · e6 білий пішак · d5 білий кінь · e5 чорна тура · g5 білий пішак · e4 чорний кінь · g4 чорний король · h4 чорний пішак · a3 біла тура · h1 білий король | a8 чорний ферзь · e8 білий слон · e6 білий пішак · d5 білий кінь · e5 чорна тура · g5 білий пішак · e4 чорний кінь · g4 чорний король · h4 чорний пішак · a3 біла тура · h1 білий король | a8 чорний ферзь · e8 білий слон · e6 білий пішак · d5 білий кінь · e5 чорна тура · g5 білий пішак · e4 чорний кінь · g4 чорний король · h4 чорний пішак · a3 біла тура · h1 білий король | 3 |
| 2 | a8 чорний ферзь · e8 білий слон · e6 білий пішак · d5 білий кінь · e5 чорна тура · g5 білий пішак · e4 чорний кінь · g4 чорний король · h4 чорний пішак · a3 біла тура · h1 білий король | a8 чорний ферзь · e8 білий слон · e6 білий пішак · d5 білий кінь · e5 чорна тура · g5 білий пішак · e4 чорний кінь · g4 чорний король · h4 чорний пішак · a3 біла тура · h1 білий король | a8 чорний ферзь · e8 білий слон · e6 білий пішак · d5 білий кінь · e5 чорна тура · g5 білий пішак · e4 чорний кінь · g4 чорний король · h4 чорний пішак · a3 біла тура · h1 білий король | a8 чорний ферзь · e8 білий слон · e6 білий пішак · d5 білий кінь · e5 чорна тура · g5 білий пішак · e4 чорний кінь · g4 чорний король · h4 чорний пішак · a3 біла тура · h1 білий король | a8 чорний ферзь · e8 білий слон · e6 білий пішак · d5 білий кінь · e5 чорна тура · g5 білий пішак · e4 чорний кінь · g4 чорний король · h4 чорний пішак · a3 біла тура · h1 білий король | a8 чорний ферзь · e8 білий слон · e6 білий пішак · d5 білий кінь · e5 чорна тура · g5 білий пішак · e4 чорний кінь · g4 чорний король · h4 чорний пішак · a3 біла тура · h1 білий король | a8 чорний ферзь · e8 білий слон · e6 білий пішак · d5 білий кінь · e5 чорна тура · g5 білий пішак · e4 чорний кінь · g4 чорний король · h4 чорний пішак · a3 біла тура · h1 білий король | a8 чорний ферзь · e8 білий слон · e6 білий пішак · d5 білий кінь · e5 чорна тура · g5 білий пішак · e4 чорний кінь · g4 чорний король · h4 чорний пішак · a3 біла тура · h1 білий король | 2 |
| 1 | a8 чорний ферзь · e8 білий слон · e6 білий пішак · d5 білий кінь · e5 чорна тура · g5 білий пішак · e4 чорний кінь · g4 чорний король · h4 чорний пішак · a3 біла тура · h1 білий король | a8 чорний ферзь · e8 білий слон · e6 білий пішак · d5 білий кінь · e5 чорна тура · g5 білий пішак · e4 чорний кінь · g4 чорний король · h4 чорний пішак · a3 біла тура · h1 білий король | a8 чорний ферзь · e8 білий слон · e6 білий пішак · d5 білий кінь · e5 чорна тура · g5 білий пішак · e4 чорний кінь · g4 чорний король · h4 чорний пішак · a3 біла тура · h1 білий король | a8 чорний ферзь · e8 білий слон · e6 білий пішак · d5 білий кінь · e5 чорна тура · g5 білий пішак · e4 чорний кінь · g4 чорний король · h4 чорний пішак · a3 біла тура · h1 білий король | a8 чорний ферзь · e8 білий слон · e6 білий пішак · d5 білий кінь · e5 чорна тура · g5 білий пішак · e4 чорний кінь · g4 чорний король · h4 чорний пішак · a3 біла тура · h1 білий король | a8 чорний ферзь · e8 білий слон · e6 білий пішак · d5 білий кінь · e5 чорна тура · g5 білий пішак · e4 чорний кінь · g4 чорний король · h4 чорний пішак · a3 біла тура · h1 білий король | a8 чорний ферзь · e8 білий слон · e6 білий пішак · d5 білий кінь · e5 чорна тура · g5 білий пішак · e4 чорний кінь · g4 чорний король · h4 чорний пішак · a3 біла тура · h1 білий король | a8 чорний ферзь · e8 білий слон · e6 білий пішак · d5 білий кінь · e5 чорна тура · g5 білий пішак · e4 чорний кінь · g4 чорний король · h4 чорний пішак · a3 біла тура · h1 білий король | 1 |
|   | a | b | c | d | e | f | g | h |   |

b) h4 → g5
c) h4 → f2

a) 1. D:e8 Tg3+ 2. Kh5 Sf4#
b) 1. D:d5 Lh5+ 2. Kf4  Tf3#
c) 1. D:a3 Kh2   2. Kf3  Lh5#
Тема виражена в синтезі з темою вузлових полів.

## Таскові вираження теми
Є ряд цікавих задач, в яких тема виражена в формі таску, тобто максимальне вираження теми.
На двох наступних діаграмах є дві редакції одного і того ж механізму Арпада Молнара, втіленого в задачі-таску в 5-ти фазах. Досягнення А. Молнара в колах шахових композиторів називають — «діамант Молнара» і поки що нікому не вдалось перевершити його досягнення.
|   | a | b | c | d | e | f | g | h |   |
| 8 | b8 білий слон · f8 біла тура · a7 чорний слон · e7 чорний король · a6 білий король · b6 білий кінь · b5 чорна тура · c5 чорний пішак · d5 білий слон · f5 чорна тура · a4 чорний слон · b4 білий кінь | b8 білий слон · f8 біла тура · a7 чорний слон · e7 чорний король · a6 білий король · b6 білий кінь · b5 чорна тура · c5 чорний пішак · d5 білий слон · f5 чорна тура · a4 чорний слон · b4 білий кінь | b8 білий слон · f8 біла тура · a7 чорний слон · e7 чорний король · a6 білий король · b6 білий кінь · b5 чорна тура · c5 чорний пішак · d5 білий слон · f5 чорна тура · a4 чорний слон · b4 білий кінь | b8 білий слон · f8 біла тура · a7 чорний слон · e7 чорний король · a6 білий король · b6 білий кінь · b5 чорна тура · c5 чорний пішак · d5 білий слон · f5 чорна тура · a4 чорний слон · b4 білий кінь | b8 білий слон · f8 біла тура · a7 чорний слон · e7 чорний король · a6 білий король · b6 білий кінь · b5 чорна тура · c5 чорний пішак · d5 білий слон · f5 чорна тура · a4 чорний слон · b4 білий кінь | b8 білий слон · f8 біла тура · a7 чорний слон · e7 чорний король · a6 білий король · b6 білий кінь · b5 чорна тура · c5 чорний пішак · d5 білий слон · f5 чорна тура · a4 чорний слон · b4 білий кінь | b8 білий слон · f8 біла тура · a7 чорний слон · e7 чорний король · a6 білий король · b6 білий кінь · b5 чорна тура · c5 чорний пішак · d5 білий слон · f5 чорна тура · a4 чорний слон · b4 білий кінь | b8 білий слон · f8 біла тура · a7 чорний слон · e7 чорний король · a6 білий король · b6 білий кінь · b5 чорна тура · c5 чорний пішак · d5 білий слон · f5 чорна тура · a4 чорний слон · b4 білий кінь | 8 |
| 7 | b8 білий слон · f8 біла тура · a7 чорний слон · e7 чорний король · a6 білий король · b6 білий кінь · b5 чорна тура · c5 чорний пішак · d5 білий слон · f5 чорна тура · a4 чорний слон · b4 білий кінь | b8 білий слон · f8 біла тура · a7 чорний слон · e7 чорний король · a6 білий король · b6 білий кінь · b5 чорна тура · c5 чорний пішак · d5 білий слон · f5 чорна тура · a4 чорний слон · b4 білий кінь | b8 білий слон · f8 біла тура · a7 чорний слон · e7 чорний король · a6 білий король · b6 білий кінь · b5 чорна тура · c5 чорний пішак · d5 білий слон · f5 чорна тура · a4 чорний слон · b4 білий кінь | b8 білий слон · f8 біла тура · a7 чорний слон · e7 чорний король · a6 білий король · b6 білий кінь · b5 чорна тура · c5 чорний пішак · d5 білий слон · f5 чорна тура · a4 чорний слон · b4 білий кінь | b8 білий слон · f8 біла тура · a7 чорний слон · e7 чорний король · a6 білий король · b6 білий кінь · b5 чорна тура · c5 чорний пішак · d5 білий слон · f5 чорна тура · a4 чорний слон · b4 білий кінь | b8 білий слон · f8 біла тура · a7 чорний слон · e7 чорний король · a6 білий король · b6 білий кінь · b5 чорна тура · c5 чорний пішак · d5 білий слон · f5 чорна тура · a4 чорний слон · b4 білий кінь | b8 білий слон · f8 біла тура · a7 чорний слон · e7 чорний король · a6 білий король · b6 білий кінь · b5 чорна тура · c5 чорний пішак · d5 білий слон · f5 чорна тура · a4 чорний слон · b4 білий кінь | b8 білий слон · f8 біла тура · a7 чорний слон · e7 чорний король · a6 білий король · b6 білий кінь · b5 чорна тура · c5 чорний пішак · d5 білий слон · f5 чорна тура · a4 чорний слон · b4 білий кінь | 7 |
| 6 | b8 білий слон · f8 біла тура · a7 чорний слон · e7 чорний король · a6 білий король · b6 білий кінь · b5 чорна тура · c5 чорний пішак · d5 білий слон · f5 чорна тура · a4 чорний слон · b4 білий кінь | b8 білий слон · f8 біла тура · a7 чорний слон · e7 чорний король · a6 білий король · b6 білий кінь · b5 чорна тура · c5 чорний пішак · d5 білий слон · f5 чорна тура · a4 чорний слон · b4 білий кінь | b8 білий слон · f8 біла тура · a7 чорний слон · e7 чорний король · a6 білий король · b6 білий кінь · b5 чорна тура · c5 чорний пішак · d5 білий слон · f5 чорна тура · a4 чорний слон · b4 білий кінь | b8 білий слон · f8 біла тура · a7 чорний слон · e7 чорний король · a6 білий король · b6 білий кінь · b5 чорна тура · c5 чорний пішак · d5 білий слон · f5 чорна тура · a4 чорний слон · b4 білий кінь | b8 білий слон · f8 біла тура · a7 чорний слон · e7 чорний король · a6 білий король · b6 білий кінь · b5 чорна тура · c5 чорний пішак · d5 білий слон · f5 чорна тура · a4 чорний слон · b4 білий кінь | b8 білий слон · f8 біла тура · a7 чорний слон · e7 чорний король · a6 білий король · b6 білий кінь · b5 чорна тура · c5 чорний пішак · d5 білий слон · f5 чорна тура · a4 чорний слон · b4 білий кінь | b8 білий слон · f8 біла тура · a7 чорний слон · e7 чорний король · a6 білий король · b6 білий кінь · b5 чорна тура · c5 чорний пішак · d5 білий слон · f5 чорна тура · a4 чорний слон · b4 білий кінь | b8 білий слон · f8 біла тура · a7 чорний слон · e7 чорний король · a6 білий король · b6 білий кінь · b5 чорна тура · c5 чорний пішак · d5 білий слон · f5 чорна тура · a4 чорний слон · b4 білий кінь | 6 |
| 5 | b8 білий слон · f8 біла тура · a7 чорний слон · e7 чорний король · a6 білий король · b6 білий кінь · b5 чорна тура · c5 чорний пішак · d5 білий слон · f5 чорна тура · a4 чорний слон · b4 білий кінь | b8 білий слон · f8 біла тура · a7 чорний слон · e7 чорний король · a6 білий король · b6 білий кінь · b5 чорна тура · c5 чорний пішак · d5 білий слон · f5 чорна тура · a4 чорний слон · b4 білий кінь | b8 білий слон · f8 біла тура · a7 чорний слон · e7 чорний король · a6 білий король · b6 білий кінь · b5 чорна тура · c5 чорний пішак · d5 білий слон · f5 чорна тура · a4 чорний слон · b4 білий кінь | b8 білий слон · f8 біла тура · a7 чорний слон · e7 чорний король · a6 білий король · b6 білий кінь · b5 чорна тура · c5 чорний пішак · d5 білий слон · f5 чорна тура · a4 чорний слон · b4 білий кінь | b8 білий слон · f8 біла тура · a7 чорний слон · e7 чорний король · a6 білий король · b6 білий кінь · b5 чорна тура · c5 чорний пішак · d5 білий слон · f5 чорна тура · a4 чорний слон · b4 білий кінь | b8 білий слон · f8 біла тура · a7 чорний слон · e7 чорний король · a6 білий король · b6 білий кінь · b5 чорна тура · c5 чорний пішак · d5 білий слон · f5 чорна тура · a4 чорний слон · b4 білий кінь | b8 білий слон · f8 біла тура · a7 чорний слон · e7 чорний король · a6 білий король · b6 білий кінь · b5 чорна тура · c5 чорний пішак · d5 білий слон · f5 чорна тура · a4 чорний слон · b4 білий кінь | b8 білий слон · f8 біла тура · a7 чорний слон · e7 чорний король · a6 білий король · b6 білий кінь · b5 чорна тура · c5 чорний пішак · d5 білий слон · f5 чорна тура · a4 чорний слон · b4 білий кінь | 5 |
| 4 | b8 білий слон · f8 біла тура · a7 чорний слон · e7 чорний король · a6 білий король · b6 білий кінь · b5 чорна тура · c5 чорний пішак · d5 білий слон · f5 чорна тура · a4 чорний слон · b4 білий кінь | b8 білий слон · f8 біла тура · a7 чорний слон · e7 чорний король · a6 білий король · b6 білий кінь · b5 чорна тура · c5 чорний пішак · d5 білий слон · f5 чорна тура · a4 чорний слон · b4 білий кінь | b8 білий слон · f8 біла тура · a7 чорний слон · e7 чорний король · a6 білий король · b6 білий кінь · b5 чорна тура · c5 чорний пішак · d5 білий слон · f5 чорна тура · a4 чорний слон · b4 білий кінь | b8 білий слон · f8 біла тура · a7 чорний слон · e7 чорний король · a6 білий король · b6 білий кінь · b5 чорна тура · c5 чорний пішак · d5 білий слон · f5 чорна тура · a4 чорний слон · b4 білий кінь | b8 білий слон · f8 біла тура · a7 чорний слон · e7 чорний король · a6 білий король · b6 білий кінь · b5 чорна тура · c5 чорний пішак · d5 білий слон · f5 чорна тура · a4 чорний слон · b4 білий кінь | b8 білий слон · f8 біла тура · a7 чорний слон · e7 чорний король · a6 білий король · b6 білий кінь · b5 чорна тура · c5 чорний пішак · d5 білий слон · f5 чорна тура · a4 чорний слон · b4 білий кінь | b8 білий слон · f8 біла тура · a7 чорний слон · e7 чорний король · a6 білий король · b6 білий кінь · b5 чорна тура · c5 чорний пішак · d5 білий слон · f5 чорна тура · a4 чорний слон · b4 білий кінь | b8 білий слон · f8 біла тура · a7 чорний слон · e7 чорний король · a6 білий король · b6 білий кінь · b5 чорна тура · c5 чорний пішак · d5 білий слон · f5 чорна тура · a4 чорний слон · b4 білий кінь | 4 |
| 3 | b8 білий слон · f8 біла тура · a7 чорний слон · e7 чорний король · a6 білий король · b6 білий кінь · b5 чорна тура · c5 чорний пішак · d5 білий слон · f5 чорна тура · a4 чорний слон · b4 білий кінь | b8 білий слон · f8 біла тура · a7 чорний слон · e7 чорний король · a6 білий король · b6 білий кінь · b5 чорна тура · c5 чорний пішак · d5 білий слон · f5 чорна тура · a4 чорний слон · b4 білий кінь | b8 білий слон · f8 біла тура · a7 чорний слон · e7 чорний король · a6 білий король · b6 білий кінь · b5 чорна тура · c5 чорний пішак · d5 білий слон · f5 чорна тура · a4 чорний слон · b4 білий кінь | b8 білий слон · f8 біла тура · a7 чорний слон · e7 чорний король · a6 білий король · b6 білий кінь · b5 чорна тура · c5 чорний пішак · d5 білий слон · f5 чорна тура · a4 чорний слон · b4 білий кінь | b8 білий слон · f8 біла тура · a7 чорний слон · e7 чорний король · a6 білий король · b6 білий кінь · b5 чорна тура · c5 чорний пішак · d5 білий слон · f5 чорна тура · a4 чорний слон · b4 білий кінь | b8 білий слон · f8 біла тура · a7 чорний слон · e7 чорний король · a6 білий король · b6 білий кінь · b5 чорна тура · c5 чорний пішак · d5 білий слон · f5 чорна тура · a4 чорний слон · b4 білий кінь | b8 білий слон · f8 біла тура · a7 чорний слон · e7 чорний король · a6 білий король · b6 білий кінь · b5 чорна тура · c5 чорний пішак · d5 білий слон · f5 чорна тура · a4 чорний слон · b4 білий кінь | b8 білий слон · f8 біла тура · a7 чорний слон · e7 чорний король · a6 білий король · b6 білий кінь · b5 чорна тура · c5 чорний пішак · d5 білий слон · f5 чорна тура · a4 чорний слон · b4 білий кінь | 3 |
| 2 | b8 білий слон · f8 біла тура · a7 чорний слон · e7 чорний король · a6 білий король · b6 білий кінь · b5 чорна тура · c5 чорний пішак · d5 білий слон · f5 чорна тура · a4 чорний слон · b4 білий кінь | b8 білий слон · f8 біла тура · a7 чорний слон · e7 чорний король · a6 білий король · b6 білий кінь · b5 чорна тура · c5 чорний пішак · d5 білий слон · f5 чорна тура · a4 чорний слон · b4 білий кінь | b8 білий слон · f8 біла тура · a7 чорний слон · e7 чорний король · a6 білий король · b6 білий кінь · b5 чорна тура · c5 чорний пішак · d5 білий слон · f5 чорна тура · a4 чорний слон · b4 білий кінь | b8 білий слон · f8 біла тура · a7 чорний слон · e7 чорний король · a6 білий король · b6 білий кінь · b5 чорна тура · c5 чорний пішак · d5 білий слон · f5 чорна тура · a4 чорний слон · b4 білий кінь | b8 білий слон · f8 біла тура · a7 чорний слон · e7 чорний король · a6 білий король · b6 білий кінь · b5 чорна тура · c5 чорний пішак · d5 білий слон · f5 чорна тура · a4 чорний слон · b4 білий кінь | b8 білий слон · f8 біла тура · a7 чорний слон · e7 чорний король · a6 білий король · b6 білий кінь · b5 чорна тура · c5 чорний пішак · d5 білий слон · f5 чорна тура · a4 чорний слон · b4 білий кінь | b8 білий слон · f8 біла тура · a7 чорний слон · e7 чорний король · a6 білий король · b6 білий кінь · b5 чорна тура · c5 чорний пішак · d5 білий слон · f5 чорна тура · a4 чорний слон · b4 білий кінь | b8 білий слон · f8 біла тура · a7 чорний слон · e7 чорний король · a6 білий король · b6 білий кінь · b5 чорна тура · c5 чорний пішак · d5 білий слон · f5 чорна тура · a4 чорний слон · b4 білий кінь | 2 |
| 1 | b8 білий слон · f8 біла тура · a7 чорний слон · e7 чорний король · a6 білий король · b6 білий кінь · b5 чорна тура · c5 чорний пішак · d5 білий слон · f5 чорна тура · a4 чорний слон · b4 білий кінь | b8 білий слон · f8 біла тура · a7 чорний слон · e7 чорний король · a6 білий король · b6 білий кінь · b5 чорна тура · c5 чорний пішак · d5 білий слон · f5 чорна тура · a4 чорний слон · b4 білий кінь | b8 білий слон · f8 біла тура · a7 чорний слон · e7 чорний король · a6 білий король · b6 білий кінь · b5 чорна тура · c5 чорний пішак · d5 білий слон · f5 чорна тура · a4 чорний слон · b4 білий кінь | b8 білий слон · f8 біла тура · a7 чорний слон · e7 чорний король · a6 білий король · b6 білий кінь · b5 чорна тура · c5 чорний пішак · d5 білий слон · f5 чорна тура · a4 чорний слон · b4 білий кінь | b8 білий слон · f8 біла тура · a7 чорний слон · e7 чорний король · a6 білий король · b6 білий кінь · b5 чорна тура · c5 чорний пішак · d5 білий слон · f5 чорна тура · a4 чорний слон · b4 білий кінь | b8 білий слон · f8 біла тура · a7 чорний слон · e7 чорний король · a6 білий король · b6 білий кінь · b5 чорна тура · c5 чорний пішак · d5 білий слон · f5 чорна тура · a4 чорний слон · b4 білий кінь | b8 білий слон · f8 біла тура · a7 чорний слон · e7 чорний король · a6 білий король · b6 білий кінь · b5 чорна тура · c5 чорний пішак · d5 білий слон · f5 чорна тура · a4 чорний слон · b4 білий кінь | b8 білий слон · f8 біла тура · a7 чорний слон · e7 чорний король · a6 білий король · b6 білий кінь · b5 чорна тура · c5 чорний пішак · d5 білий слон · f5 чорна тура · a4 чорний слон · b4 білий кінь | 1 |
|   | a | b | c | d | e | f | g | h |   |

5 Sol

I   1. T:b4 Sc4     2. Ld7 Ld6#
II  1. L:b8 Tf7      2. Kd6 Sc4#
III 1. L:b6 Te8+   2. Kd7 Lc6#
IV 1. T:d5 S4:d5+ 2. Ke6 Tf6#
V  1. T:f8   Lf7      2. Kd8 Sc6#
І інша позиція того ж механізму, причому відмічена на одному і тому ж конкурсі:
|   | a | b | c | d | e | f | g | h |   |
| 8 | b7 біла тура · a6 чорний пішак · c6 чорний король · f6 чорний пішак · a5 чорний кінь · e5 білий слон · e4 чорний пішак · b3 білий слон · d3 білий кінь · e3 чорна тура · f3 білий кінь · b2 білий король | b7 біла тура · a6 чорний пішак · c6 чорний король · f6 чорний пішак · a5 чорний кінь · e5 білий слон · e4 чорний пішак · b3 білий слон · d3 білий кінь · e3 чорна тура · f3 білий кінь · b2 білий король | b7 біла тура · a6 чорний пішак · c6 чорний король · f6 чорний пішак · a5 чорний кінь · e5 білий слон · e4 чорний пішак · b3 білий слон · d3 білий кінь · e3 чорна тура · f3 білий кінь · b2 білий король | b7 біла тура · a6 чорний пішак · c6 чорний король · f6 чорний пішак · a5 чорний кінь · e5 білий слон · e4 чорний пішак · b3 білий слон · d3 білий кінь · e3 чорна тура · f3 білий кінь · b2 білий король | b7 біла тура · a6 чорний пішак · c6 чорний король · f6 чорний пішак · a5 чорний кінь · e5 білий слон · e4 чорний пішак · b3 білий слон · d3 білий кінь · e3 чорна тура · f3 білий кінь · b2 білий король | b7 біла тура · a6 чорний пішак · c6 чорний король · f6 чорний пішак · a5 чорний кінь · e5 білий слон · e4 чорний пішак · b3 білий слон · d3 білий кінь · e3 чорна тура · f3 білий кінь · b2 білий король | b7 біла тура · a6 чорний пішак · c6 чорний король · f6 чорний пішак · a5 чорний кінь · e5 білий слон · e4 чорний пішак · b3 білий слон · d3 білий кінь · e3 чорна тура · f3 білий кінь · b2 білий король | b7 біла тура · a6 чорний пішак · c6 чорний король · f6 чорний пішак · a5 чорний кінь · e5 білий слон · e4 чорний пішак · b3 білий слон · d3 білий кінь · e3 чорна тура · f3 білий кінь · b2 білий король | 8 |
| 7 | b7 біла тура · a6 чорний пішак · c6 чорний король · f6 чорний пішак · a5 чорний кінь · e5 білий слон · e4 чорний пішак · b3 білий слон · d3 білий кінь · e3 чорна тура · f3 білий кінь · b2 білий король | b7 біла тура · a6 чорний пішак · c6 чорний король · f6 чорний пішак · a5 чорний кінь · e5 білий слон · e4 чорний пішак · b3 білий слон · d3 білий кінь · e3 чорна тура · f3 білий кінь · b2 білий король | b7 біла тура · a6 чорний пішак · c6 чорний король · f6 чорний пішак · a5 чорний кінь · e5 білий слон · e4 чорний пішак · b3 білий слон · d3 білий кінь · e3 чорна тура · f3 білий кінь · b2 білий король | b7 біла тура · a6 чорний пішак · c6 чорний король · f6 чорний пішак · a5 чорний кінь · e5 білий слон · e4 чорний пішак · b3 білий слон · d3 білий кінь · e3 чорна тура · f3 білий кінь · b2 білий король | b7 біла тура · a6 чорний пішак · c6 чорний король · f6 чорний пішак · a5 чорний кінь · e5 білий слон · e4 чорний пішак · b3 білий слон · d3 білий кінь · e3 чорна тура · f3 білий кінь · b2 білий король | b7 біла тура · a6 чорний пішак · c6 чорний король · f6 чорний пішак · a5 чорний кінь · e5 білий слон · e4 чорний пішак · b3 білий слон · d3 білий кінь · e3 чорна тура · f3 білий кінь · b2 білий король | b7 біла тура · a6 чорний пішак · c6 чорний король · f6 чорний пішак · a5 чорний кінь · e5 білий слон · e4 чорний пішак · b3 білий слон · d3 білий кінь · e3 чорна тура · f3 білий кінь · b2 білий король | b7 біла тура · a6 чорний пішак · c6 чорний король · f6 чорний пішак · a5 чорний кінь · e5 білий слон · e4 чорний пішак · b3 білий слон · d3 білий кінь · e3 чорна тура · f3 білий кінь · b2 білий король | 7 |
| 6 | b7 біла тура · a6 чорний пішак · c6 чорний король · f6 чорний пішак · a5 чорний кінь · e5 білий слон · e4 чорний пішак · b3 білий слон · d3 білий кінь · e3 чорна тура · f3 білий кінь · b2 білий король | b7 біла тура · a6 чорний пішак · c6 чорний король · f6 чорний пішак · a5 чорний кінь · e5 білий слон · e4 чорний пішак · b3 білий слон · d3 білий кінь · e3 чорна тура · f3 білий кінь · b2 білий король | b7 біла тура · a6 чорний пішак · c6 чорний король · f6 чорний пішак · a5 чорний кінь · e5 білий слон · e4 чорний пішак · b3 білий слон · d3 білий кінь · e3 чорна тура · f3 білий кінь · b2 білий король | b7 біла тура · a6 чорний пішак · c6 чорний король · f6 чорний пішак · a5 чорний кінь · e5 білий слон · e4 чорний пішак · b3 білий слон · d3 білий кінь · e3 чорна тура · f3 білий кінь · b2 білий король | b7 біла тура · a6 чорний пішак · c6 чорний король · f6 чорний пішак · a5 чорний кінь · e5 білий слон · e4 чорний пішак · b3 білий слон · d3 білий кінь · e3 чорна тура · f3 білий кінь · b2 білий король | b7 біла тура · a6 чорний пішак · c6 чорний король · f6 чорний пішак · a5 чорний кінь · e5 білий слон · e4 чорний пішак · b3 білий слон · d3 білий кінь · e3 чорна тура · f3 білий кінь · b2 білий король | b7 біла тура · a6 чорний пішак · c6 чорний король · f6 чорний пішак · a5 чорний кінь · e5 білий слон · e4 чорний пішак · b3 білий слон · d3 білий кінь · e3 чорна тура · f3 білий кінь · b2 білий король | b7 біла тура · a6 чорний пішак · c6 чорний король · f6 чорний пішак · a5 чорний кінь · e5 білий слон · e4 чорний пішак · b3 білий слон · d3 білий кінь · e3 чорна тура · f3 білий кінь · b2 білий король | 6 |
| 5 | b7 біла тура · a6 чорний пішак · c6 чорний король · f6 чорний пішак · a5 чорний кінь · e5 білий слон · e4 чорний пішак · b3 білий слон · d3 білий кінь · e3 чорна тура · f3 білий кінь · b2 білий король | b7 біла тура · a6 чорний пішак · c6 чорний король · f6 чорний пішак · a5 чорний кінь · e5 білий слон · e4 чорний пішак · b3 білий слон · d3 білий кінь · e3 чорна тура · f3 білий кінь · b2 білий король | b7 біла тура · a6 чорний пішак · c6 чорний король · f6 чорний пішак · a5 чорний кінь · e5 білий слон · e4 чорний пішак · b3 білий слон · d3 білий кінь · e3 чорна тура · f3 білий кінь · b2 білий король | b7 біла тура · a6 чорний пішак · c6 чорний король · f6 чорний пішак · a5 чорний кінь · e5 білий слон · e4 чорний пішак · b3 білий слон · d3 білий кінь · e3 чорна тура · f3 білий кінь · b2 білий король | b7 біла тура · a6 чорний пішак · c6 чорний король · f6 чорний пішак · a5 чорний кінь · e5 білий слон · e4 чорний пішак · b3 білий слон · d3 білий кінь · e3 чорна тура · f3 білий кінь · b2 білий король | b7 біла тура · a6 чорний пішак · c6 чорний король · f6 чорний пішак · a5 чорний кінь · e5 білий слон · e4 чорний пішак · b3 білий слон · d3 білий кінь · e3 чорна тура · f3 білий кінь · b2 білий король | b7 біла тура · a6 чорний пішак · c6 чорний король · f6 чорний пішак · a5 чорний кінь · e5 білий слон · e4 чорний пішак · b3 білий слон · d3 білий кінь · e3 чорна тура · f3 білий кінь · b2 білий король | b7 біла тура · a6 чорний пішак · c6 чорний король · f6 чорний пішак · a5 чорний кінь · e5 білий слон · e4 чорний пішак · b3 білий слон · d3 білий кінь · e3 чорна тура · f3 білий кінь · b2 білий король | 5 |
| 4 | b7 біла тура · a6 чорний пішак · c6 чорний король · f6 чорний пішак · a5 чорний кінь · e5 білий слон · e4 чорний пішак · b3 білий слон · d3 білий кінь · e3 чорна тура · f3 білий кінь · b2 білий король | b7 біла тура · a6 чорний пішак · c6 чорний король · f6 чорний пішак · a5 чорний кінь · e5 білий слон · e4 чорний пішак · b3 білий слон · d3 білий кінь · e3 чорна тура · f3 білий кінь · b2 білий король | b7 біла тура · a6 чорний пішак · c6 чорний король · f6 чорний пішак · a5 чорний кінь · e5 білий слон · e4 чорний пішак · b3 білий слон · d3 білий кінь · e3 чорна тура · f3 білий кінь · b2 білий король | b7 біла тура · a6 чорний пішак · c6 чорний король · f6 чорний пішак · a5 чорний кінь · e5 білий слон · e4 чорний пішак · b3 білий слон · d3 білий кінь · e3 чорна тура · f3 білий кінь · b2 білий король | b7 біла тура · a6 чорний пішак · c6 чорний король · f6 чорний пішак · a5 чорний кінь · e5 білий слон · e4 чорний пішак · b3 білий слон · d3 білий кінь · e3 чорна тура · f3 білий кінь · b2 білий король | b7 біла тура · a6 чорний пішак · c6 чорний король · f6 чорний пішак · a5 чорний кінь · e5 білий слон · e4 чорний пішак · b3 білий слон · d3 білий кінь · e3 чорна тура · f3 білий кінь · b2 білий король | b7 біла тура · a6 чорний пішак · c6 чорний король · f6 чорний пішак · a5 чорний кінь · e5 білий слон · e4 чорний пішак · b3 білий слон · d3 білий кінь · e3 чорна тура · f3 білий кінь · b2 білий король | b7 біла тура · a6 чорний пішак · c6 чорний король · f6 чорний пішак · a5 чорний кінь · e5 білий слон · e4 чорний пішак · b3 білий слон · d3 білий кінь · e3 чорна тура · f3 білий кінь · b2 білий король | 4 |
| 3 | b7 біла тура · a6 чорний пішак · c6 чорний король · f6 чорний пішак · a5 чорний кінь · e5 білий слон · e4 чорний пішак · b3 білий слон · d3 білий кінь · e3 чорна тура · f3 білий кінь · b2 білий король | b7 біла тура · a6 чорний пішак · c6 чорний король · f6 чорний пішак · a5 чорний кінь · e5 білий слон · e4 чорний пішак · b3 білий слон · d3 білий кінь · e3 чорна тура · f3 білий кінь · b2 білий король | b7 біла тура · a6 чорний пішак · c6 чорний король · f6 чорний пішак · a5 чорний кінь · e5 білий слон · e4 чорний пішак · b3 білий слон · d3 білий кінь · e3 чорна тура · f3 білий кінь · b2 білий король | b7 біла тура · a6 чорний пішак · c6 чорний король · f6 чорний пішак · a5 чорний кінь · e5 білий слон · e4 чорний пішак · b3 білий слон · d3 білий кінь · e3 чорна тура · f3 білий кінь · b2 білий король | b7 біла тура · a6 чорний пішак · c6 чорний король · f6 чорний пішак · a5 чорний кінь · e5 білий слон · e4 чорний пішак · b3 білий слон · d3 білий кінь · e3 чорна тура · f3 білий кінь · b2 білий король | b7 біла тура · a6 чорний пішак · c6 чорний король · f6 чорний пішак · a5 чорний кінь · e5 білий слон · e4 чорний пішак · b3 білий слон · d3 білий кінь · e3 чорна тура · f3 білий кінь · b2 білий король | b7 біла тура · a6 чорний пішак · c6 чорний король · f6 чорний пішак · a5 чорний кінь · e5 білий слон · e4 чорний пішак · b3 білий слон · d3 білий кінь · e3 чорна тура · f3 білий кінь · b2 білий король | b7 біла тура · a6 чорний пішак · c6 чорний король · f6 чорний пішак · a5 чорний кінь · e5 білий слон · e4 чорний пішак · b3 білий слон · d3 білий кінь · e3 чорна тура · f3 білий кінь · b2 білий король | 3 |
| 2 | b7 біла тура · a6 чорний пішак · c6 чорний король · f6 чорний пішак · a5 чорний кінь · e5 білий слон · e4 чорний пішак · b3 білий слон · d3 білий кінь · e3 чорна тура · f3 білий кінь · b2 білий король | b7 біла тура · a6 чорний пішак · c6 чорний король · f6 чорний пішак · a5 чорний кінь · e5 білий слон · e4 чорний пішак · b3 білий слон · d3 білий кінь · e3 чорна тура · f3 білий кінь · b2 білий король | b7 біла тура · a6 чорний пішак · c6 чорний король · f6 чорний пішак · a5 чорний кінь · e5 білий слон · e4 чорний пішак · b3 білий слон · d3 білий кінь · e3 чорна тура · f3 білий кінь · b2 білий король | b7 біла тура · a6 чорний пішак · c6 чорний король · f6 чорний пішак · a5 чорний кінь · e5 білий слон · e4 чорний пішак · b3 білий слон · d3 білий кінь · e3 чорна тура · f3 білий кінь · b2 білий король | b7 біла тура · a6 чорний пішак · c6 чорний король · f6 чорний пішак · a5 чорний кінь · e5 білий слон · e4 чорний пішак · b3 білий слон · d3 білий кінь · e3 чорна тура · f3 білий кінь · b2 білий король | b7 біла тура · a6 чорний пішак · c6 чорний король · f6 чорний пішак · a5 чорний кінь · e5 білий слон · e4 чорний пішак · b3 білий слон · d3 білий кінь · e3 чорна тура · f3 білий кінь · b2 білий король | b7 біла тура · a6 чорний пішак · c6 чорний король · f6 чорний пішак · a5 чорний кінь · e5 білий слон · e4 чорний пішак · b3 білий слон · d3 білий кінь · e3 чорна тура · f3 білий кінь · b2 білий король | b7 біла тура · a6 чорний пішак · c6 чорний король · f6 чорний пішак · a5 чорний кінь · e5 білий слон · e4 чорний пішак · b3 білий слон · d3 білий кінь · e3 чорна тура · f3 білий кінь · b2 білий король | 2 |
| 1 | b7 біла тура · a6 чорний пішак · c6 чорний король · f6 чорний пішак · a5 чорний кінь · e5 білий слон · e4 чорний пішак · b3 білий слон · d3 білий кінь · e3 чорна тура · f3 білий кінь · b2 білий король | b7 біла тура · a6 чорний пішак · c6 чорний король · f6 чорний пішак · a5 чорний кінь · e5 білий слон · e4 чорний пішак · b3 білий слон · d3 білий кінь · e3 чорна тура · f3 білий кінь · b2 білий король | b7 біла тура · a6 чорний пішак · c6 чорний король · f6 чорний пішак · a5 чорний кінь · e5 білий слон · e4 чорний пішак · b3 білий слон · d3 білий кінь · e3 чорна тура · f3 білий кінь · b2 білий король | b7 біла тура · a6 чорний пішак · c6 чорний король · f6 чорний пішак · a5 чорний кінь · e5 білий слон · e4 чорний пішак · b3 білий слон · d3 білий кінь · e3 чорна тура · f3 білий кінь · b2 білий король | b7 біла тура · a6 чорний пішак · c6 чорний король · f6 чорний пішак · a5 чорний кінь · e5 білий слон · e4 чорний пішак · b3 білий слон · d3 білий кінь · e3 чорна тура · f3 білий кінь · b2 білий король | b7 біла тура · a6 чорний пішак · c6 чорний король · f6 чорний пішак · a5 чорний кінь · e5 білий слон · e4 чорний пішак · b3 білий слон · d3 білий кінь · e3 чорна тура · f3 білий кінь · b2 білий король | b7 біла тура · a6 чорний пішак · c6 чорний король · f6 чорний пішак · a5 чорний кінь · e5 білий слон · e4 чорний пішак · b3 білий слон · d3 білий кінь · e3 чорна тура · f3 білий кінь · b2 білий король | b7 біла тура · a6 чорний пішак · c6 чорний король · f6 чорний пішак · a5 чорний кінь · e5 білий слон · e4 чорний пішак · b3 білий слон · d3 білий кінь · e3 чорна тура · f3 білий кінь · b2 білий король | 1 |
|   | a | b | c | d | e | f | g | h |   |

5 Sol

I   1. S:b3 Tc7+  2. Kd5 Sf4#
II  1. ed3  Tb6+  2. Kc5 Ld4#
III 1. fe5  Sf:e5+ 2. Kd6 Td7#
IV 1. S:b7 Lc7   2. Kb5 Sd4#
V  1. T:f3 Ld1    2. e3  L:f3#